# 日本の地下鉄
日本の地下鉄（にっぽんのちかてつ、にほんのちかてつ）では、日本における地下鉄について解説する。
地下鉄については日本における法令上の定義が存在しないが、本項目では断りがない限り、国土交通省の発行する鉄道統計年報において「地下鉄事業者」として認識されている鉄道事業者並びにその路線について記し、必要に応じて都市計画法に定める都市施設の一つである「都市高速鉄道」としての地下路線など、関連する鉄道路線についても記す。

## 概要
日本の地下鉄は現在、東京都のほか、大阪市・名古屋市・横浜市・札幌市・京都市・神戸市・福岡市・仙台市などにあり、通勤や通学など日常用から観光用途まで広く一般に利用されている。特に東京の地下鉄では都営地下鉄・東京地下鉄合わせて大阪市高速電気軌道の数倍の一日輸送人員を数え、大阪など他エリアの大都市と比べ圧倒的なシェアを有している。三大都市圏においてはサービス面では地上線と大きく変わらないが、地下を通ることで用地収用が困難な地区まで入り込んだ路線網を築いている。特に東京都区部と大阪市、名古屋市においては、都心の主要な移動手段として地上の私鉄・在来線・自動車・バス・タクシーなどを凌駕するほどの地位にある。一方、地方圏の札幌・福岡・仙台（地方中枢都市）においては、地上の在来線を超えるほどの運行頻度によって都市内交通の中心的存在となっている。
降水量が多く、大都市が沖積平野を中心に発達する日本（参照）において地下鉄を建設するには、地下水が豊富な軟弱地盤を掘り進み、多発する地震にも耐え得る強度を持った地下トンネルや地下駅を建設する必要がある。そのため高度な土木技術が必要であり、かつ、建設費もかなりの高額となる。

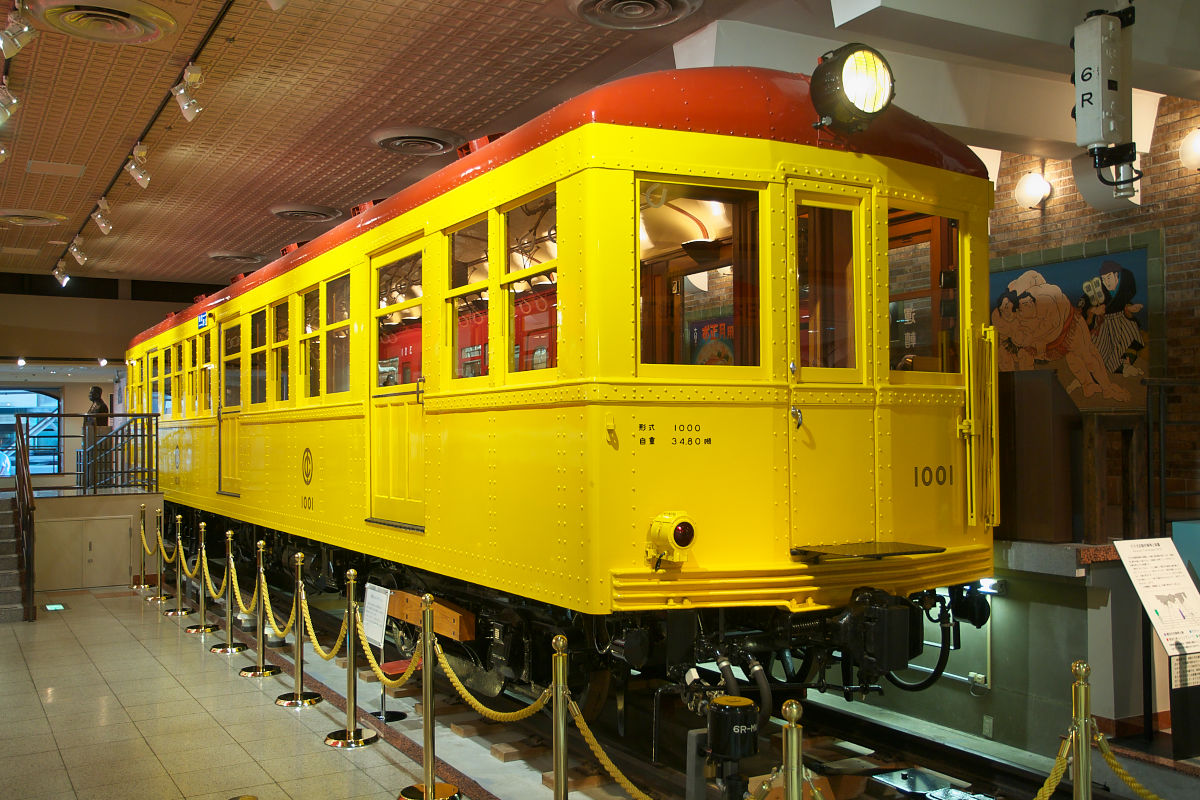
地下鉄博物館に保存されている東京地下鉄道1000形電車の1001号車。国の重要文化財に指定されている。（2010年7月）

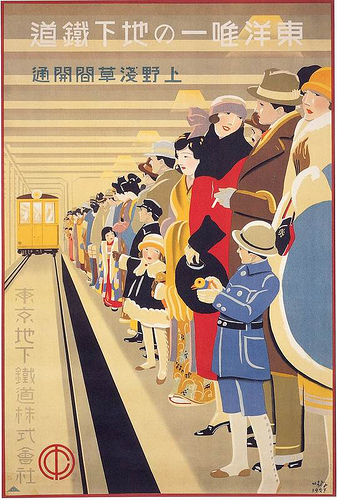
東京地下鉄道上野 - 浅草間開業時のポスター（杉浦非水作）。「東洋唯一の地下鉄道」とある。

歴史的には、貨物線では、1915年（大正4年）に鉄道院（現：JR）東京駅と東京中央郵便局（現：JPタワー）との間、約0.2km（地下駅：2駅）に開通した逓信省（現：総務省/JP/NTT）の郵便物搬送用地下軌道（正式名称不明）が最初である。旅客線では、1925年（大正14年）に開通した宮城電気鉄道（現：JR仙石線）の仙台駅と東七番丁駅との間、約0.4 km（地下駅：1駅）に始まる。1927年（昭和2年）に開通した東京地下鉄道（現：東京メトロ銀座線）の浅草駅 - 上野駅間（約2.2 km）は、4つの地下駅を擁した。これを日本地下鉄協会は「日本初の本格的な地下鉄」とし、東京地下鉄（東京メトロ）は系列の地下鉄博物館と共に「東洋初の地下鉄」としている。
| 開業年              | 用途 | 事業主       | 現・路線名        | 地下区間                | 地下区間 /事業延長 | 備考                    |
| ------------------- | ---- | ------------ | ----------------- | ----------------------- | ------------------ | ----------------------- |
| 1915年 （大正4年）  | 貨物 | 逓信省       | （赤煉瓦通路）    | 東京駅 - 東京中央郵便局 | 約0.2km /約0.2km   |                         |
| 1925年 （大正14年） | 旅客 | 宮城電気鉄道 | JR東日本 仙石線   | 宮電仙台駅 - 東七番丁駅 | 約0.4km /約15km    | 単線                    |
| 1927年 （昭和2年）  | 旅客 | 東京地下鉄道 | 東京メトロ 銀座線 | 浅草駅 - 上野駅         | 約2.2km /約2.2km   | 複線 国認定の「日本初」 |

## 歴史

### 黎明期

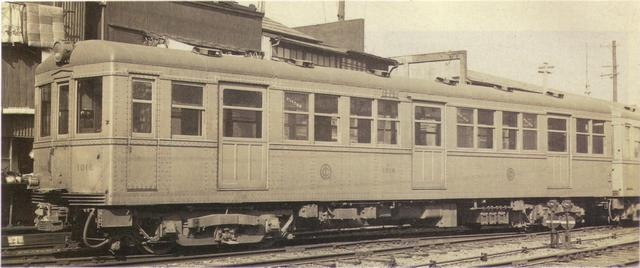
浅草上野間開業時に用いられた1000形電車

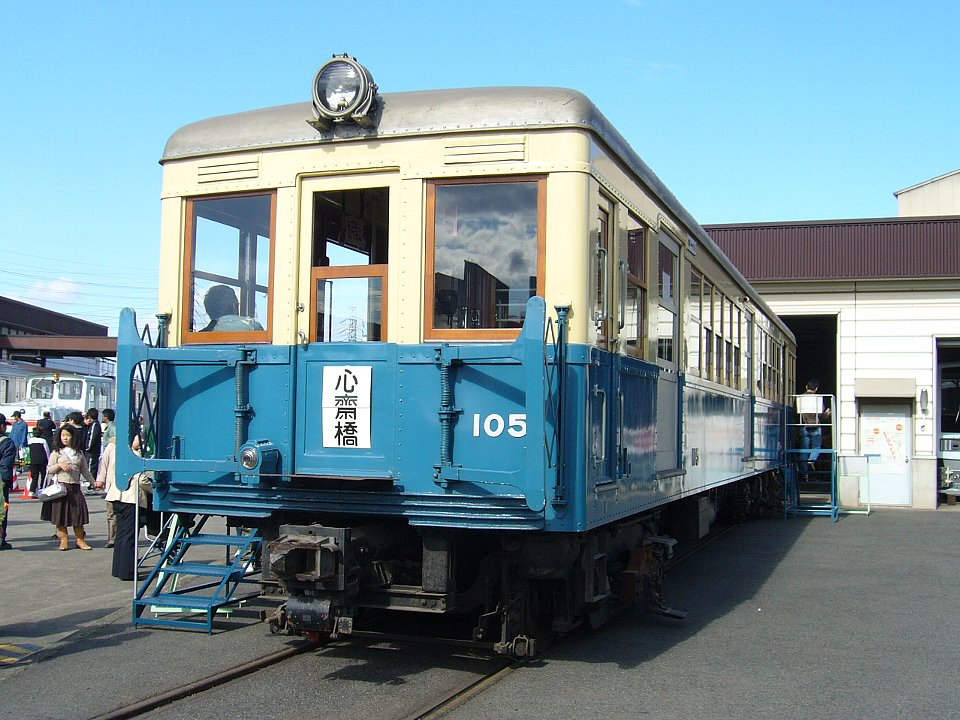
保存されている開業時の車両・100形

勃興
日本に地下鉄を敷設する計画は、1906年（明治39年）に東京地下電気鉄道が高輪 - 浅草間及び銀座 - 新宿間の免許を申請したのが初見である。これは実際に建設することを目的にしたというよりも、欧米の地下鉄敷設状況を知り、先行して鉄道免許を取得しようとしたものであり、また東京市の反対もあり却下されてしまった。
その中の1915年（大正4年）、東京駅の地下を走行する郵便物貨物専用の地下鉄が開通している。
建設を前提としての免許申請は1917年、早川徳次によって申請されたものである。1914年にロンドンの地下鉄を見学した早川は東京への地下鉄導入の必要性を痛感、東京軽便地下鉄道を設立し、高輪 - 浅草及び車坂（上野） - 南千住間で軽便鉄道法による敷設免許を申請した。計画によれば総延長15.3キロ、軌間は1372ミリ、電気は第三軌条式である。
この免許申請を受け、他の地下鉄も免許出願が相次いだ。1918年、武蔵電気鉄道が上目黒 - 有楽町間を、1919年には東京高速鉄道（初代の会社で、現在の小田急電鉄の前身に当たり、後述の現在の銀座線渋谷 - 新橋間を開業した会社とは異なる）が日比谷 - 渋谷、霞ヶ関 - 新宿、日比谷 - 池袋、日比谷 - 上野間を、東京鉄道が五反田 - 向島、渋谷 - 南千住、原宿 - 巣鴨、新宿 - 洲崎、目白 - 池袋間で免許を出願している。
これらの申請に対し、まず1919年11月17日に東京地下軽便鉄道に免許が交付された。1920年1月14日に東京市告示第2号「東京市区改正設計高速鉄道網」として7路線が発表され、この路線網に沿う形で同年3月17日に、将来東京市が買収する可能性を提示した上で武蔵電気鉄道、東京高速鉄道、東京鉄道にも次の区間の免許が交付された。
- 東京軽便地下鉄道：15.3キロ（高輪南町 - 浅草公園広小路、車坂町 - 南千住町）
- 武蔵電気鉄道：8.0キロ（目黒 - 有楽町）
- 東京高速鉄道：14.1キロ（内藤新宿 - 大塚）
- 東京鉄道：33.4キロ（目黒 - 押上、池袋 - 洲崎、巣鴨 - 万世橋）

東京地下鉄道による初の地下鉄
政府より免許交付を受けた早川は、1920年に「東京地下鉄道株式会社」（初代）を設立、1919年に軽便鉄道法から地方鉄道法に従い計画軌間も1435ミリへと変更した。そして地質調査を進めた結果、1923年に新橋 - 上野間の工事施行認可を受ける。しかし同年9月1日に発生した大正関東地震（関東大震災）の影響で施行区間を上野 - 浅草に変更し、1925年9月27日に着工された。
東京地下鉄道によるオープンカット工法を採用した深度1.5メートルの路下式地下鉄は、着工から2年後の1927年12月30日に開業した。車両は1000型と呼ばれる全鋼製車両であり、日本初のドア・エンジンを採用した。安全面ではニューヨークの地下鉄同様、打子式の自動列車停止装置を採用、また安全畳垣も装備している。
1930年1月1日には万世橋、1931年11月21日には神田までと順調に伸延され、1934年6月21日には新橋までの路線が完成した。
東京高速鉄道の参入と営団への統合
一方、武蔵電気鉄道、東京高速鉄道、東京鉄道の3社は関東大震災の影響もあり、路線建設に着手できないまま1924年に免許を失効してしまった。免許の空白を狙って東京地下鉄道と東京市が競うように出願を行ったが、1925年に内務省告示第56号「東京復興都市計画高速鉄道網」が発表され、東京市が4路線の免許を取得した。しかし東京市は財政難で地下鉄の建設に着手できず、民間資本に免許を譲渡することになった。
東京市より免許を譲り受けた「東京高速鉄道株式会社」（前述の会社とは異なり、1934年設立の二代目。大倉財閥系だが実態は東京横浜電鉄の五島慶太が掌握していた）により、東京に2本目の地下鉄建設工事が1935年に開始された。着工区間は渋谷 - 新橋であり、1938年11月18日最初の青山六丁目（現：表参道駅） - 虎ノ門駅が開通したのを皮切りに、1939年までに渋谷 - 新橋間の6.3キロを営業供用した。1940年には先行する「地下」と線路がつながり、渋谷 - 浅草間の直通運転が開始され、現在の銀座線の形が完成した。
第二次世界大戦の予感が国民経済に影響を与え始めた1930年代、交通機関の間に適当な競争関係、分担関係を確立させるための交通統制の必要性が提言されるようになった。また空襲被害を受けた際の防空壕としての用途も考慮され、1941年3月7日に帝都高速度交通営団法を制定、同年7月4日に特殊法人の「帝都高速度交通営団」（営団地下鉄、現：東京地下鉄株式会社（通称「東京メトロ」））が設立、「地下」「高速」の2社が営団に統合された。空襲の際には地下鉄が唯一の交通機関になることから、防空上の要請から資金と資材が許す限り推進することと定められたが、現実には戦時経済下での建設はほとんど進まなかった。
大阪

大阪の地下鉄は東京の民間主導と対照的に、大阪市（当時の局名は大阪市電気局。後の大阪市交通局、現在は民営化され大阪市高速電気軌道）が事業主体になって計画が推進された。1920年に大阪市が地下鉄網の調査を委託し、その報告書が提出された4年後の1926年に下記路線が「大阪都市計画高速度交通機関路線」として認可された。
- 1号線：江坂 - 梅田 - 難波 - 大国町 - 天王寺 - 我孫子（19.9キロ）
- 2号線：森小路 - 天六 - 梅田 - 天神橋 - 天王寺（13.7キロ）
- 3号線：大国町 - 玉出（3.7キロ）
- 4号線：築港 - 花園橋 - 大今里 - 平野（17.1キロ）

上記計画に基づき、1930年に第一期事業として梅田駅 - 天王寺駅間の工事を開始した。資金調達で受益者負担制度を採用したこの路線は1933年5月20日に梅田駅 - 心斎橋駅間が開業した。打子式の自動列車停止装置を備え、安全畳垣も備えたのは東京と同じであるが、駅設備において自然換気でなく送風装置を使用したこと、ホームまでエスカレーターが設置されていたこと、そして何よりも天井が高く将来の12両運行（当時の車両の大きさ、それでも東京より一回りほど大型である）を見越した長さのプラットホームが特徴である。
大阪では、戦時下でも大国町駅で1号線と分岐する3号線の建設が進められた。鋼材を使用しない無筋コンクリートアーチ構造を採用するなどの工法上の工夫も加え、1942年5月10日には大国町駅 - 花園町駅間の1.3キロを完成させている。しかしその後は鋼材のみならずセメントの入手も困難となり、トンネルの上部を石積アーチ式にするなどの苦心の工法が採用されたが、その後工事は凍結された。
その他の都市
東京・大阪以外では純然たる地下鉄の建設は行われておらず、名古屋では2度建設計画が立てられ着工寸前に至ったが戦時体制に入ったため中止された。また、同時期に建設された私鉄の中には一部区間を地下線として開業したものがいくつかある。

#### 年表
第二次世界大戦の終戦時まで。

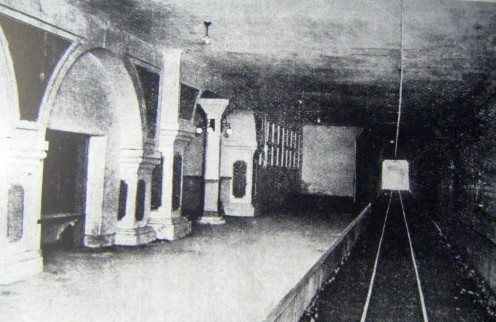
宮城電気鉄道・仙台駅の地下ホーム（1920年代撮影）

- 1915年（大正4年） - 逓信省地下トンネル（正式名称不明）の東京駅 - 東京中央郵便局間（地下トンネル内の軌道は1941年に廃線・撤去後、舗装し直して電気牽引車による搬送に切り替え、1978年に郵便物搬送用としては使用終了）[注釈 1][14]。
- 1925年（大正14年）6月5日 - 宮城電気鉄道（現：JR東日本仙石線）の仙台駅（初代） - 東七番丁駅間（1952年廃止。仙台トンネルを通る現在線とは異なる）
- 1927年（昭和2年）12月30日 - 東京地下鉄道（現：東京メトロ銀座線）の浅草駅 - 上野駅間（1934年6月21日に新橋まで全通）
- 1928年（昭和3年）11月28日 - 神戸有馬電気鉄道（現：神戸電鉄有馬線）の湊川地下線（現在線とは異なる。現在は商店街化）
- 1931年（昭和6年）3月31日 - 京阪電気鉄道新京阪線（現：阪急京都本線）の京都市内の地下線（西院駅 - 京阪京都駅（現：阪急大宮駅）間。河原町延長は1963年6月17日）
- 1933年（昭和8年）
  - 5月20日 - 大阪市営地下鉄御堂筋線の梅田（仮） - 心斎橋駅間（江坂駅 - 中百舌鳥の全通は1987年4月18日）
  - 6月17日 - 阪神電気鉄道本線の神戸市内の地下線（岩屋 - 三宮駅間。元町駅延長は1936年3月18日）
  - 12月10日 - 京成電鉄本線の上野延長線（上野公園（現：京成上野駅） - 日暮里駅間）
- 1938年（昭和13年）
  - 6月26日 - 関西急行電鉄（現：近畿日本鉄道名古屋線）関急名古屋駅（現：近鉄名古屋駅）開業。
  - 11月18日 - 東京高速鉄道（現：東京メトロ銀座線）の青山六丁目（表参道駅） - 虎ノ門駅間（1939年1月15日に渋谷駅 - 新橋駅間が全通）
- 1939年（昭和14年）3月21日 - 阪神電気鉄道本線の梅田駅地下化（福島駅までの地下化は1993年9月5日）
- 1941年（昭和16年）8月12日 - 名古屋鉄道名岐線（現：名古屋本線）の新名古屋駅（現：名鉄名古屋駅） - 枇杷島橋駅（現：枇杷島分岐点）間（新名古屋駅 - 神宮前駅は1944年9月1日開通）
- 1942年（昭和17年）7月1日 - 関門トンネルの下り本線（日本で初めての海底トンネルにして、世界最初の鉄道用海底トンネル。上り本線は1944年9月9日に開通）

### 第二次世界大戦後
終戦時の日本の地下鉄は東京が14.3キロ、大阪が8.8キロという状況であった。

#### 東京
戦争で壊滅的な被害を受け、都市機能が崩壊していた東京では、末広町 - 稲荷町間が乗客減少を理由に一時運行停止になるほどであった。戦後の混乱が収まるにつれて、東京では1946年に戦災復興院告示第252号で新たな高速鉄道網計画が決定された。
都市計画でいうターナー式（貫通路線やU字型の路線の組み合わせ）を念頭において立案された路線網は1950年代から着工されることになる。最初の着工路線に選ばれたのは4号線（後の丸ノ内線）であり、住宅地と急速に発展した池袋方面への交通網整備と、混雑の著しい山手線や中央線を救済する目的が定められた。そして1954年1月29日より順次丸ノ内線が開通することになる。
戦前から都市交通を市営と主張してきた東京市は、戦後東京都と改称してからも営団の解体を主張し、都市交通の一元化を主張していた。そうした中、昭和20年代終盤に営団とは別に都営地下鉄の建設へと目標を転換した。また、政府による統制が緩和されたと判断した郊外私鉄は1948年小田急電鉄を皮切りに西武鉄道を除く全社が1955年までに都心部への乗り入れ路線の申請を出願した。この動きを見た政府は1955年に都市交通審議会が設け、翌年にはその答申に従い、郊外私鉄との乗り入れ直通運転を盛り込んだ地下鉄計画が発表された。これにより陸上交通事業調整法で営団による地下鉄一元化を方針転換することになる。以来、東京の地下鉄路線は、営団（現：東京メトロ）と東京都交通局の2つの経営体によって整備されることになる。
1956年、東京都は軌道法による免許申請を行い、翌年には営団が保有する1号線が東京都に委譲された。郊外私鉄の相互乗り入れも計画に組み込まれ、1号線は標準軌・架空線式を採用、京急と京成が乗り入れることが計画され、同時に1372ミリ軌間の京成は全線で改軌を行い、また京急も品川 - 泉岳寺間の路線を建設することとなった。
都営地下鉄は1号線（現：浅草線）から工事が開始され、隅田川横断工事などに難航したが、1960年12月4日の午後に浅草橋 - 押上間が初めて開業した。
一方、営団も翌1961年に、東武鉄道と東京急行電鉄の乗り入れを予定して、架空線式を採用した2号線（現：日比谷線）を開業、以後の東京の地下鉄は、既存郊外路線との乗り入れを前提にした架空線式が主流になる。

#### 大阪
大阪では1948年に新たに都市計画が立案され、戦前の1号線から3号線は戦前の計画を踏襲したが、4号線で大阪港 - 放出、5号線で神崎川 - 平野間の東西路線が計画され、都市計画の基本であるペーターゼン式の路線網（都心部は格子型となる路線網）で計画された。
大阪の場合、東京と異なり5路線で戦前の第三軌条式を踏襲したため、車両の共通化の利点はあるものの、既存他社路線との乗り入れが不可能で、高度成長期に梅田や難波など主要ターミナル駅の混雑を増大させる結果となった（#集電方式参照）。また、私鉄JR各社が地下鉄に乗り入れせずに都心部に相次いで自前路線を延伸したために、地下鉄と私鉄路線が近接並走する事例も発生した。

#### 名古屋
名古屋市営地下鉄1号線（後の東西線、現在の東山線）の建設に際して地方鉄道法（現・鉄道事業法）か軌道法かが議論となった。同線は1957年11月15日、名古屋駅 - 栄駅間で開業した。
続く名城線は名鉄瀬戸線との直通運転が構想されたが、後に撤回され東山線と同規格で建設された。
1977年3月18日に開業した鶴舞線以降は、郊外延伸や他社との直通運転を前提とした架空電車線方式を採用し、上飯田線とともに名古屋鉄道に乗り入れている。しかし、他にも桜通線の郊外延伸や近鉄名古屋線、JR関西線、あおなみ線などに乗り入れる新規路線が計画されているところ、実現の目処は立っていない。

#### その他の都市
1954年（昭和29年）に地下高速鉄道整備事業費補助制度が創設されたことから、地下鉄建設は大阪市を除き地方鉄道法で建設されることとなった。
1960年代以降のモータリゼーションの発展に伴い、地方都市では専用レーンがない公共交通機関である路線バスが多くなり、大都市では高速かつ大量輸送を行える地下鉄が建設されるようになった。
- 1971年12月16日 - 札幌市営地下鉄南北線 北24条駅 - 真駒内駅間が開業。
- 1972年12月16日 - 横浜市営地下鉄ブルーライン 伊勢佐木長者町駅 - 上大岡駅間が開業。
- 1977年3月13日 - 神戸市営地下鉄西神線 名谷駅 - 新長田駅間が開業。
- 1981年5月29日 - 京都市営地下鉄烏丸線 北大路駅 - 京都駅間が開業。
- 1981年7月26日 - 福岡市地下鉄空港線 室見駅 - 天神駅間が開業。
- 1987年7月15日 - 仙台市地下鉄南北線 八乙女駅 - 富沢駅間が開業。

### 今後の地下鉄の新規建設
2015年12月6日に仙台市地下鉄東西線が開業したことにより、日本国内で鉄道統計年報が認める「地下鉄事業者」（後述）による建設事業が進行中の地下鉄新路線（既存路線の延伸工事を除く）が消滅した。これにより、同線が日本最後の地下鉄新路線になるのではないかと予測しているメディアもある。
なお、地下鉄の定義を「地下鉄建設にあたって補助金を使用した路線」とすれば、現在大阪市において建設中のなにわ筋線も新規建設の地下鉄路線に含まれる。ただし同線は西日本旅客鉄道（JR西日本）と南海電気鉄道による運営となる予定である。他に東京都では2040年代の完成を目指し、都心部・臨海地域地下鉄構想の検討が進められている（未着工）。

## 日本の地下鉄路線
国土交通省は「地下鉄についての明確な定義はない」としているが、鉄道統計年報では「地下鉄事業者」として東京地下鉄・札幌市交通局・仙台市交通局・東京都交通局・横浜市交通局・名古屋市交通局・京都市交通局・大阪市高速電気軌道・神戸市交通局・福岡市交通局の10社局を分類している。
地下鉄事業者に関しては「地下鉄建設にあたって補助金を使用した事業者を地下鉄事業者とする別の考え方もある」とも回答しており、これに従えば鉄道統計年報における10社局のほかに、埼玉高速鉄道・上飯田連絡線・中之島高速鉄道・西大阪高速鉄道・関西高速鉄道・神戸高速鉄道・広島高速交通を含む17事業者が該当することとなる。
一方、日本地下鉄協会は「日本の地下鉄」として、鉄道統計年報における10社局に加えて北総鉄道・埼玉高速鉄道・東葉高速鉄道・横浜高速鉄道・広島高速交通を含む15事業者を掲載している。しかし、日本地下鉄協会が毎年発行している「地下鉄営業路線の現況」においては、鉄道統計年報における地下鉄事業者の定義と一致する「東京地下鉄・大阪市高速電気軌道・8都市公営地下鉄」に着目する資料が含まれているほか、「地下鉄営業路線の現況」として掲載された「地下鉄営業キロ」の対象路線は前述のいずれとも一致しない。
神戸高速鉄道は、山陽電鉄本線の神戸都心への延長、阪急神戸本線・阪神本線の山陽電鉄本線との接続ならびに神戸電鉄有馬線との連絡のために設立された企業で、自社では運行を行わず、地下路線と地下駅施設の保有・管理に特化した運営を行っていた。同社は日本地下鉄協会にも加盟していたが、鉄道事業法の改正にあわせて線路の保有（第三種鉄道事業者）に専念することとなり（阪急・阪神・神鉄が神戸高速線として各駅を管理）、日本地下鉄協会からも脱退した。

### 鉄道統計年報における地下鉄事業者
- 全ての事業者が地下高速鉄道整備事業費補助制度の適用対象。
- 建設中の未開業区間もしくは譲受予定の区間は外数で〈 〉に示す。
- 駅数には同一名称の駅を重複計上していない。

| 事業者             | 名称             | 組織形態 （資本状況） | 路線数 | 総延長 (km)    | 駅数       | 開業年 | 事業 種別 | 備考 |
| ------------------ | ---------------- | --------------------- | ------ | -------------- | ---------- | ------ | --------- | --- |
| 札幌市交通局       | 札幌市営地下鉄   | 地方公営企業          | 3      | 048.0          | 046        | 1971年 | 鉄道      | 日本唯一のゴムタイヤ式地下鉄 |
| 仙台市交通局       | 仙台市地下鉄     | 地方公営企業          | 2      | 028.7          | 029        | 1987年 | 鉄道      | |
| 東京都交通局       | 都営地下鉄       | 地方公営企業          | 4      | 109.0          | 098        | 1960年 | 鉄道      | 三田線 白金高輪 - 目黒間2.3kmは第二種鉄道事業者 |
| 東京地下鉄         | 東京メトロ       | 特殊会社 （一部公有） | 9      | 195.1 〈+7.3〉 | 142 〈+3〉 | 1927年 | 鉄道      | 副都心線と有楽町線との共用区間（小竹向原 - 和光市）は重複計上せず 有楽町線支線および南北線支線が事業許可取得（開業予定は2030年代半ば） |
| 横浜市交通局       | 横浜市営地下鉄   | 地方公営企業          | 3      | 053.4          | 040        | 1972年 | 鉄道      | 1・3号線（ブルーライン）は一体的に運行しているので実質は路線数2 3号線（ブルーライン） 新羽 - あざみ野(8.6 km)は地下高速鉄道整備事業費補助制度によらず建設 |
| 名古屋市交通局     | 名古屋市営地下鉄 | 地方公営企業          | 6      | 093.3          | 087        | 1957年 | 鉄道      | 上飯田線 全線(0.8 km)は第二種鉄道事業者（施設保有は上飯田連絡線） |
| 京都市交通局       | 京都市営地下鉄   | 地方公営企業          | 2      | 031.2          | 031        | 1981年 | 鉄道      | |
| 大阪市高速電気軌道 | Osaka Metro      | 一般の会社 （公有）   | 9      | 141.0 〈+1.1〉 | 109 〈+1〉 | 1933年 | 鉄道 軌道 | 総延長のうち、中央線 大阪港 - 夢洲 (5.6 km) と、南港ポートタウン線 コスモスクエア - トレードセンター前 (0.6 km) は第二種鉄道事業者（施設保有は大阪港トランスポートシステム） 総延長のうち、鉄道：8.9 km、軌道：132.1 km 中央線支線が事業特許取得（開業予定は2028年春） |
| 神戸市交通局       | 神戸市営地下鉄   | 地方公営企業          | 5      | 038.1          | 026        | 1977年 | 鉄道      | 西神延伸・西神・山手・北神線は一体的に運行しているので実質は路線数2 西神延伸線 名谷 - 西神中央(9.4 km)は地下高速鉄道整備事業費補助制度によらず建設 |
| 福岡市交通局       | 福岡市地下鉄     | 地方公営企業          | 3      | 031.4          | 036        | 1981年 | 鉄道      | |

#### 路線図

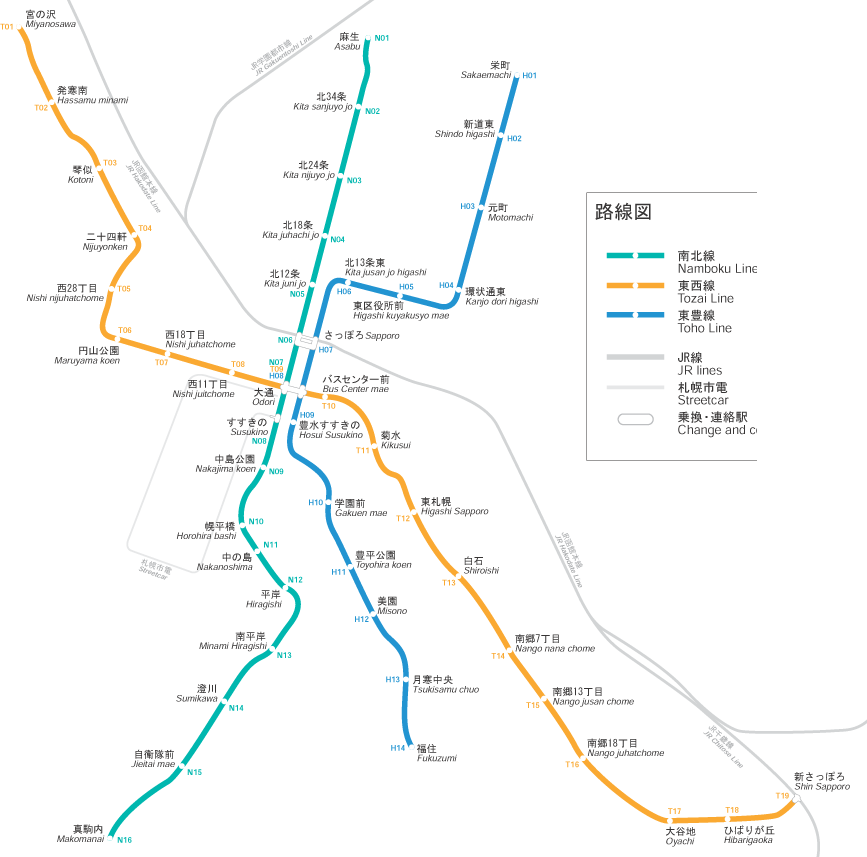
札幌市営地下鉄
仙台市地下鉄
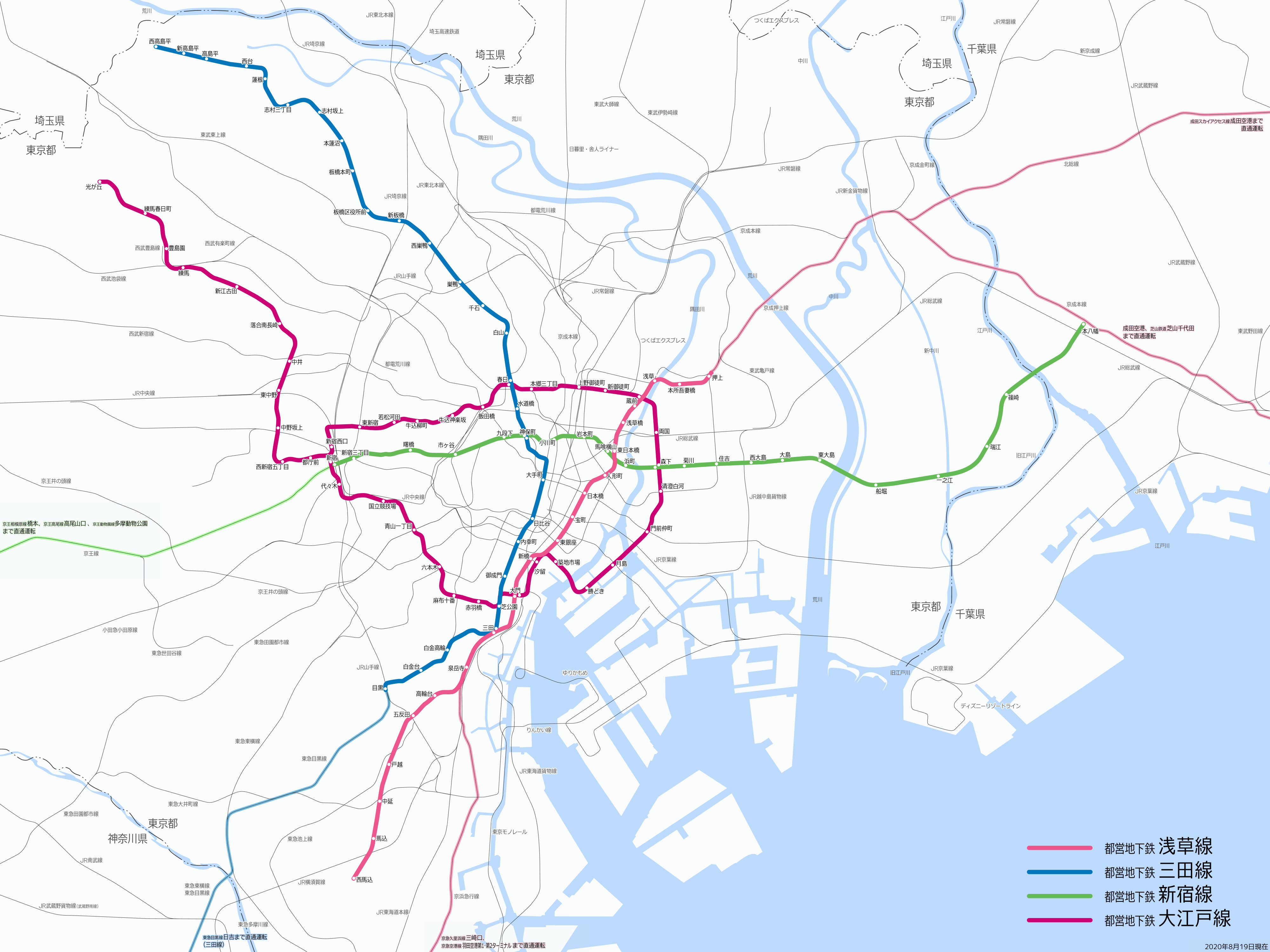
都営地下鉄
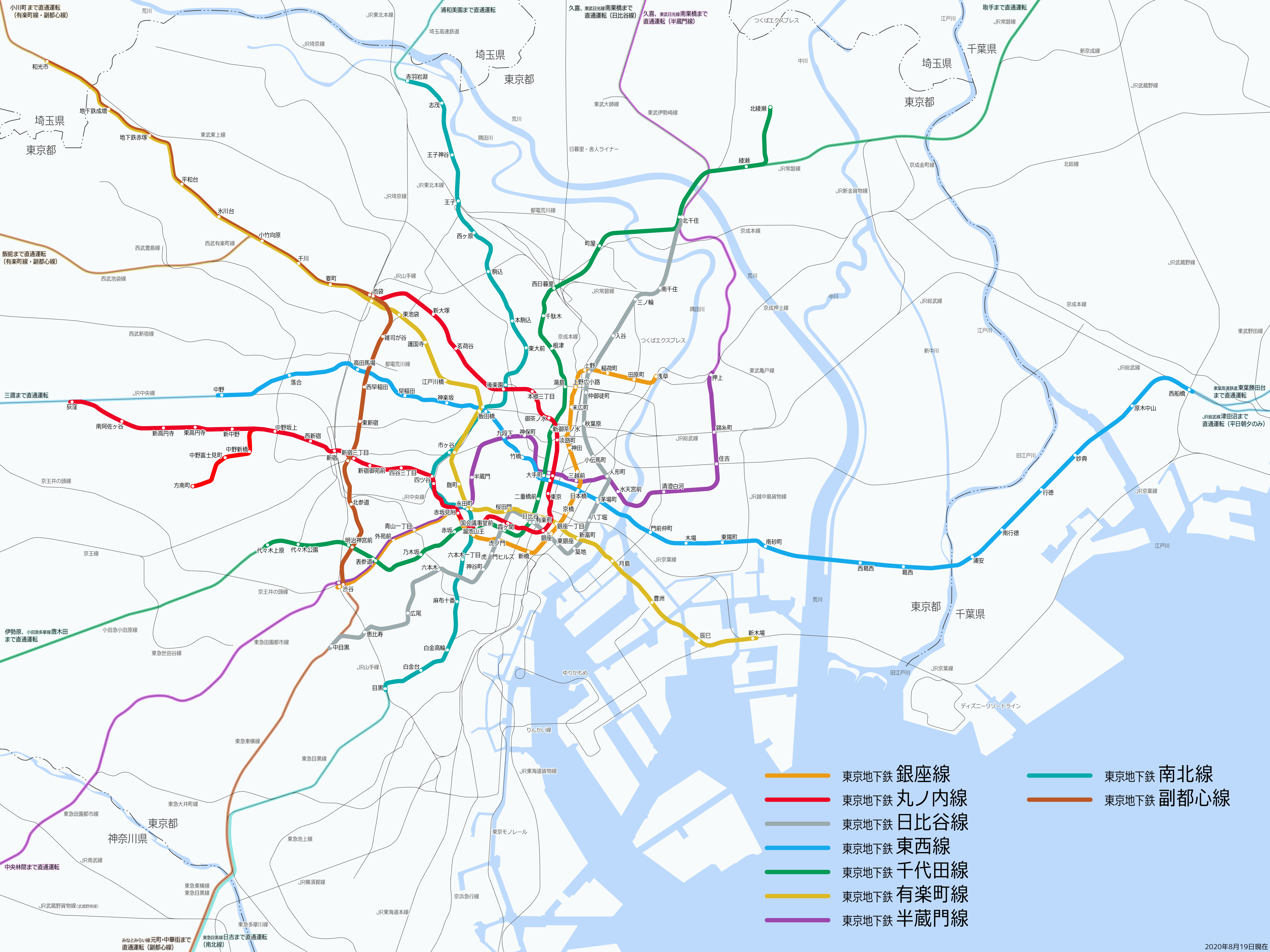
東京メトロ
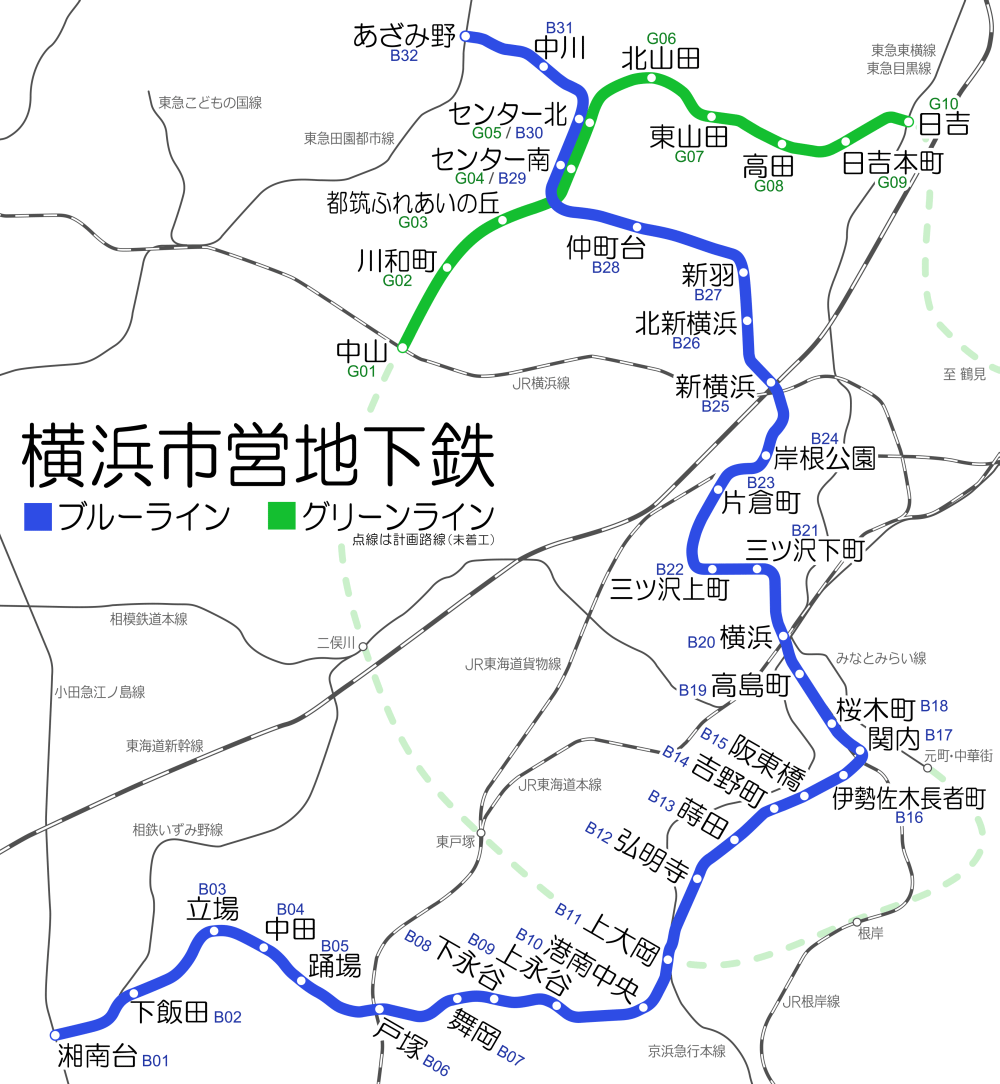
横浜市営地下鉄
名古屋市営地下鉄
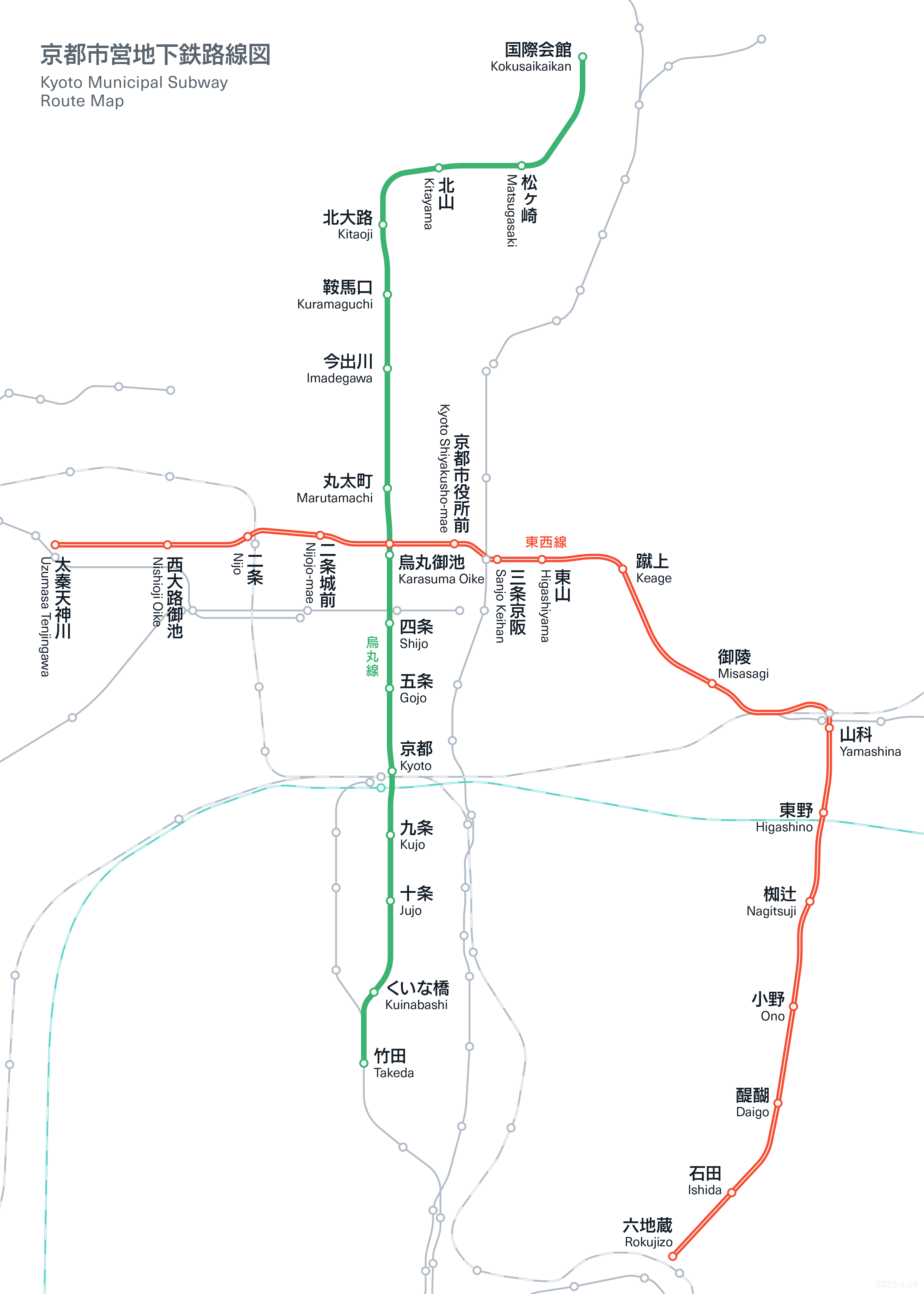
京都市営地下鉄
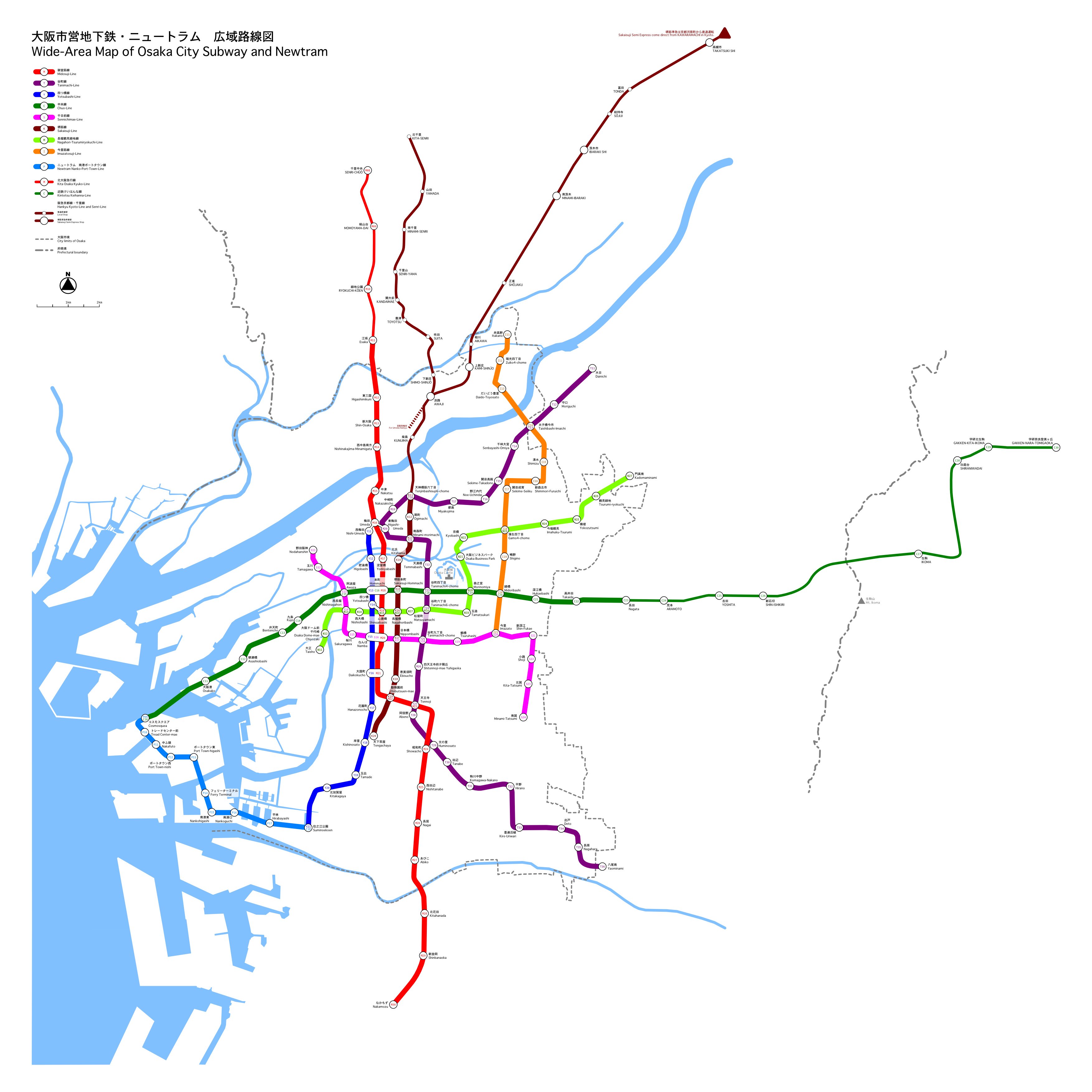
Osaka Metro
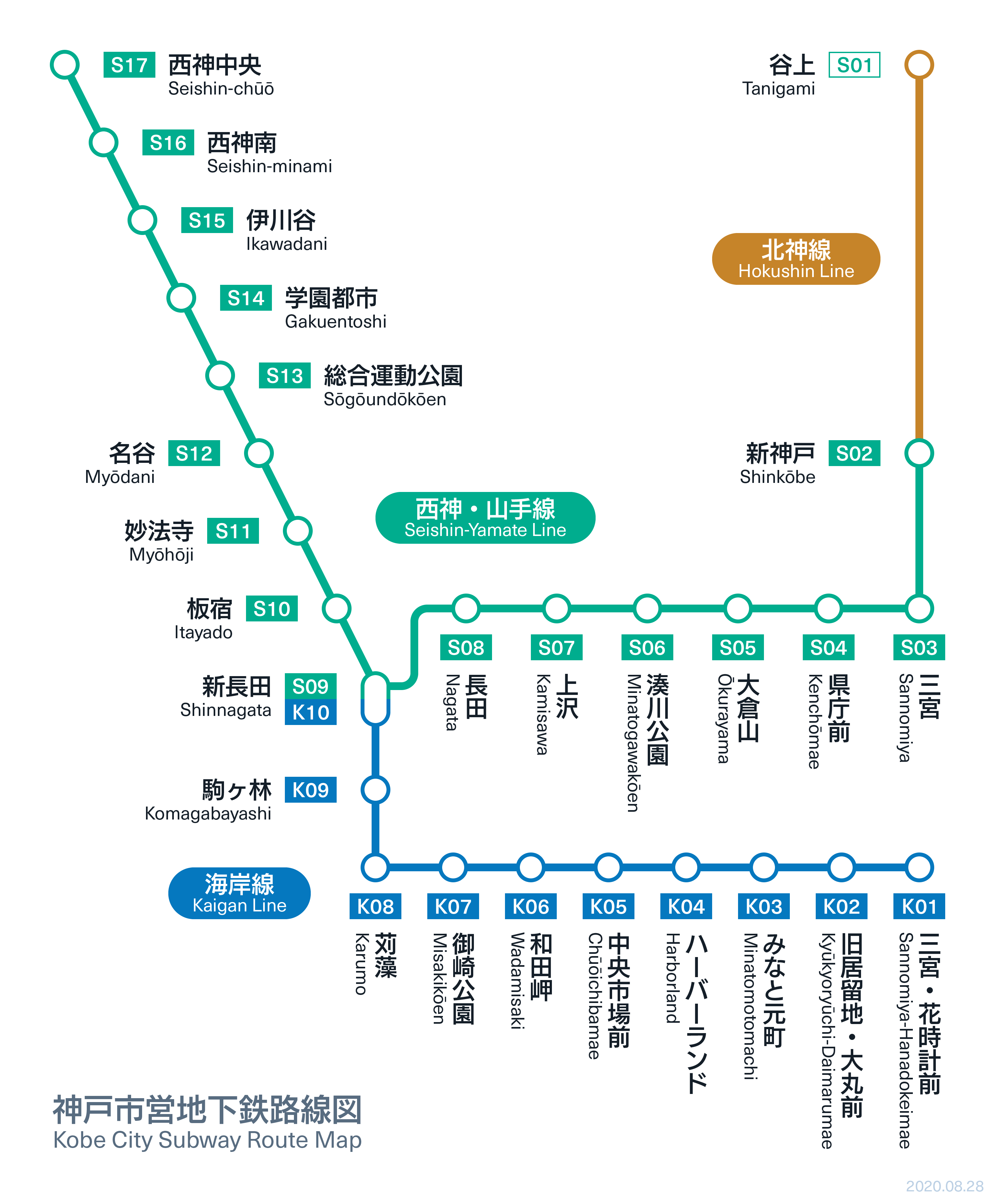
神戸市営地下鉄
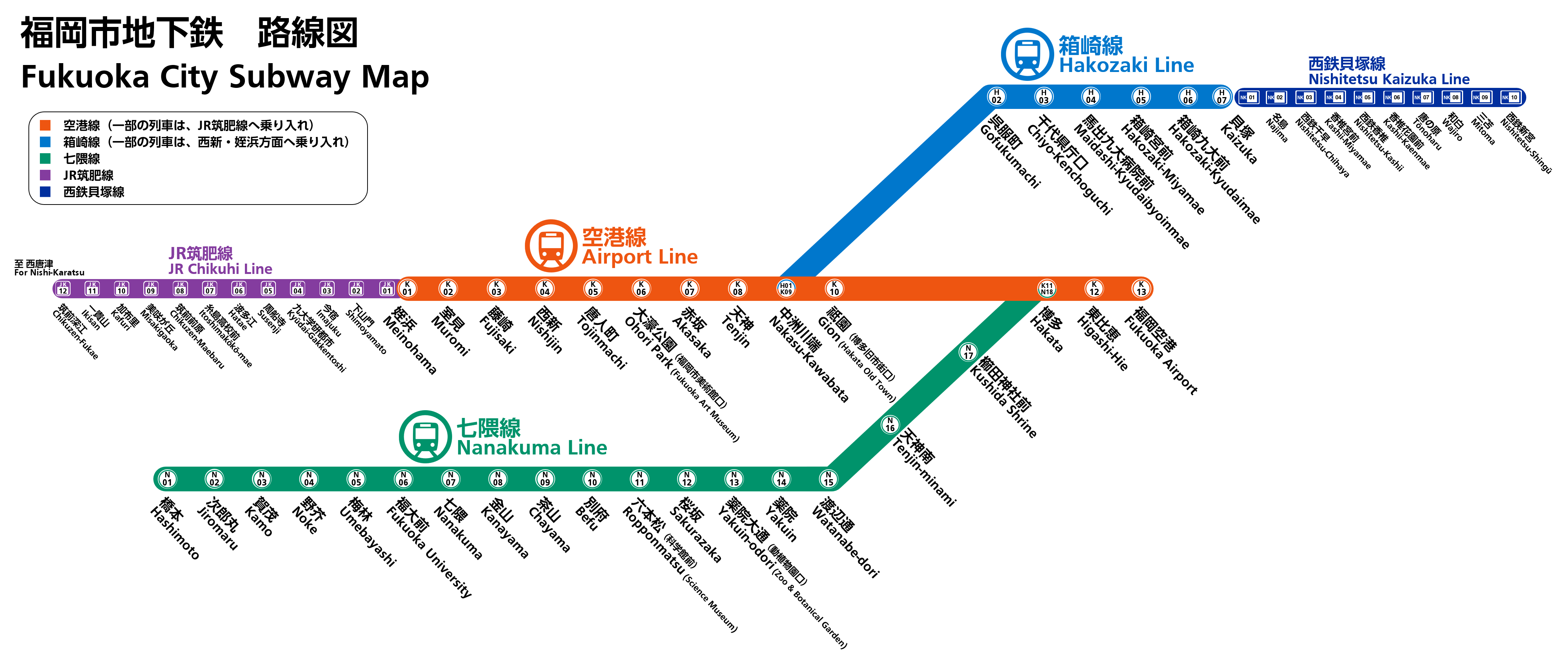
福岡市地下鉄の路線図

### 地下高速鉄道整備事業費補助制度の適用路線
鉄道統計年報における地下鉄事業者以外の地下高速鉄道整備事業費補助制度の適用対象事業者は以下の通り。
- 建設中の未開業区間もしくは譲受予定の区間は外数で〈 〉に示す。
- 駅数には同一名称の駅を重複計上していない。

| 事業者         | 路線名           | 組織形態 （資本状況） | 路線数   | 総延長 (km)    | 駅数      | 開業年 | 事業 種別 | 備考 |
| -------------- | ---------------- | --------------------- | -------- | -------------- | --------- | ------ | --------- | --- |
| 埼玉高速鉄道   | 埼玉高速鉄道線   | 第三セクター          | 1        | 06.2           | 04        | 2001年 | 鉄道      | 地下高速鉄道整備事業費補助制度により建設された区間は赤羽岩淵駅 - 鳩ヶ谷駅間 実際は総延長の97%（14.2 km）が地下区間で、地下駅の総数は7  |
| 上飯田連絡線   | 名鉄小牧線       | 第三セクター          | 1        | 03.1           | 03        | 2003年 | 鉄道      | 第三種鉄道事業者（運行は名古屋鉄道）                                                                                                   |
| 上飯田連絡線   | 地下鉄上飯田線   | 第三セクター          | 1        | 03.1           | 03        | 2003年 | 鉄道      | 第三種鉄道事業者（運行は名古屋市交通局）                                                                                               |
| 中之島高速鉄道 | 京阪中之島線     | 第三セクター          | 1        | 03.0           | 05        | 2008年 | 鉄道      | 第三種鉄道事業者（運行は京阪電気鉄道）                                                                                                 |
| 西大阪高速鉄道 | 阪神なんば線     | 第三セクター          | 1        | 03.8           | 05        | 2009年 | 鉄道      | 第三種鉄道事業者（運行は阪神電気鉄道）                                                                                                 |
| 関西高速鉄道   | JR東西線         | 第三セクター          | 1 〈+1〉 | 012.6 〈+7.2〉 | 09 〈+5〉 | 1997年 | 鉄道      | 第三種鉄道事業者（運行は西日本旅客鉄道）                                                                                               |
| 関西高速鉄道   | 〈なにわ筋線〉   | 第三セクター          | 1 〈+1〉 | 012.6 〈+7.2〉 | 09 〈+5〉 | 1997年 | 鉄道      | 第三種鉄道事業者（運行は西日本旅客鉄道、南海電気鉄道（予定）） なにわ筋線の事業許可取得（開業予定は2031年春予定）                      |
| 神戸高速鉄道   | 神戸高速線       | 第三セクター          | 3        | 07.6           | 010       | 1968年 | 鉄道      | 第三種鉄道事業者（運行は阪神電気鉄道、阪急電鉄、神戸電鉄）                                                                             |
| 広島高速交通   | アストラムライン | 第三セクター          | 1        | 00.3           | 02        | 1994年 | 鉄道 軌道 | 地下高速鉄道整備事業費補助制度により建設された区間は本通駅 - 県庁前駅間 実際は総延長のおよそ10%（1.9 km）が地下区間で、地下駅の総数は4 |

### 都市高速鉄道の地下区間・地下駅
このほか、一般的には地下鉄として認められないが都市部に地下区間を持つ鉄道路線を紹介する。ただし上記鉄道統計年報における地下鉄事業者・地下高速鉄道整備事業費補助制度の適用路線と重複する路線を除く。

#### 旧・都市交通審議会答申において地下鉄路線と一体的に整備する対象とされた路線
旧・都市交通審議会（現在の交通政策審議会）の答申により、都心部の地下鉄と一体的に整備されるべき都市高速鉄道として挙げられた路線である。都市計画行政上は地下鉄と一体で「都市高速鉄道第○号線」または「東京○号線」のように呼ばれることがある。ここに記載された区間は直通先の（狭義の）地下鉄路線と同様の規格となっている。
- 京浜急行電鉄本線泉岳寺駅 - 品川駅間は、1つの地下駅を含む地下区間（東京都市計画都市高速鉄道第1号線として整備）[21]。
- 京成電鉄押上線の押上駅付近は、1つの地下駅を含む地下区間（東京都市計画都市高速鉄道第1号線として指定）。
- 北総鉄道北総線の矢切駅付近は、1つの地下駅を含む地下区間（東京都市計画都市高速鉄道第1号線として指定）。
- 東葉高速鉄道東葉高速線西船橋駅 - 八千代緑が丘駅間は、途中の飯山満駅を除く3つの地下駅を持つ地下区間で、東葉勝田台駅付近も1つの地下駅を含む地下区間である（東京都市計画都市高速鉄道第5号線として指定）。
- 東急電鉄目黒線は不動前駅過ぎから大岡山駅まで、途中に4つの地下駅を持つ地下区間であるほか[注釈 16]、目黒駅付近と田園調布駅付近も途中にそれぞれ1つの地下駅を含む地下区間である（東京都市計画都市高速鉄道第6号線として指定）。
- 西武鉄道西武有楽町線は、起点の練馬駅周辺を除く全線が2つの地下駅を含む地下区間（東京都市計画都市高速鉄道第8号線として整備）[21]。
- 小田急電鉄小田原線代々木上原駅 - 梅ヶ丘駅間は、途中に3つの地下駅を含む地下区間を持つ。このほか成城学園前駅付近も、途中に1つの地下駅を含む地下区間である（東京都市計画都市高速鉄道第9号線として整備）[21]。
- 京王電鉄京王新線は、終点の笹塚駅周辺を除く全線が3つの地下駅を含む地下区間（東京都市計画都市高速鉄道第10号線として整備）[21]。
- 京王電鉄京王線柴崎駅 - 京王相模原線京王多摩川駅間は、途中に3つの地下駅を含む地下区間を持つ（東京都市計画都市高速鉄道第10号線として整備）[21]。このほか京王線新宿駅付近も、1つの地下駅を含む地下区間である。
- 東急電鉄田園都市線渋谷駅 - 二子玉川駅間（旧・新玉川線区間）は、6つの地下駅を含む地下区間（東京都市計画都市高速鉄道第11号線として整備）[21]。
- 名古屋鉄道豊田線の赤池駅付近は、1つの地下駅を含む地下区間（都市交通審議会答申第14号3号線として整備）[22]。

#### 他路線とは異なる地下鉄規格で整備され地下鉄路線の延長として一体的に運行される路線
地下鉄から延伸された末端区間を民間の別事業者が経営しているものである。直通先の（狭義の）地下鉄路線と車両や路線の規格上は同一で、運行体系も一体的なものとなっているが、旅客案内上は地下鉄としては扱われていない。
- 北大阪急行電鉄南北線桃山台駅 - 箕面萱野駅間は、2つの地下駅を含む地下区間を持つ（大阪市高速電気軌道（Osaka Metro）御堂筋線と同規格で整備され一体的に運行）。
- 近畿日本鉄道けいはんな線長田駅 - 吉田駅間は、2つの地下駅を含む地下区間（大阪市高速電気軌道（Osaka Metro）中央線と同規格で整備され一体的に運行）。

### 地上路線の地下区間
以下の路線・区間については連続立体交差事業や新線建設などで整備された、地下駅を備えた地下区間を有する。ただし旅客案内上は地下鉄と見なされることはなく、単なる地上路線の地下区間である。
- JR北海道千歳線の支線（空港線）は新千歳空港駅周辺の空港敷地内に1つの地下駅を含む地下区間を持つ。
- JR東日本仙石線は、仙台市都心部のあおば通駅 - 苦竹駅間は5つの地下駅を含む地下区間を持つ（仙台トンネル参照）。
- 首都圏新都市鉄道つくばエクスプレスは、秋葉原駅 - 北千住駅間は4つの地下駅を含む地下区間を持つ。また、荒川橋梁から八潮駅手前までの途中2つの地下駅を含む地下区間、江戸川橋梁から流山セントラルパーク駅手前までの途中1つの地下駅（南流山駅）を含む地下区間、みらい平駅付近の途中1つの地下駅を含む地下区間、終点つくば駅付近の1つの地下駅を含む地下区間を持つ。
- 芝山鉄道線は起点の東成田駅を含む全線の6割近くが1つの地下駅を含む地下区間。
- 京成電鉄東成田線の駒井野信号場 - 東成田駅間は1つの地下駅を含む地下区間。
- 京成電鉄本線、および線路を共有する京成電鉄成田空港線の空港第2ビル駅 - 成田空港駅間は空港敷地内に2つの地下駅を含む地下区間を持つ。
- JR東日本成田線の支線（空港支線）は空港第2ビル駅 - 成田空港駅間の空港敷地内に2つの地下駅を含む地下区間を持つ。
- JR東日本東北新幹線は上野駅付近が地下化されており、1つの地下駅を含む地下区間。
- JR東日本埼京線[注釈 17]・川越線は大宮駅付近が地下化されており、1つの地下駅を含む地下区間。
- JR東日本京葉線東京駅 - 潮見駅間は、3つの地下駅を含む地下区間。
- JR東日本横須賀・総武快速線[注釈 18]の錦糸町駅 - 東京駅 - 品川駅間は、途中に4つの地下駅を含む地下区間。
- JR東日本東海道貨物線（相鉄線直通系統）[注釈 19]は相鉄新横浜線に接続する羽沢横浜国大駅付近が地下化されており、1つの地下駅を含む地下区間。
- 京成電鉄本線の京成上野駅 - 日暮里駅間は、1つの地下駅を含む地下区間。途中に2つの廃止された地下駅[注釈 20]が存在する。
- 小田急電鉄小田原線の新宿駅付近は、各駅停車用の線路のみが1つの地下駅を含む地下区間である。
- 京王電鉄京王線の京王八王子駅付近は、1つの地下駅を含む地下区間。
- 東急電鉄東横線渋谷駅付近および田園調布駅付近は、途中にそれぞれ1つの地下駅を含む地下区間で、東白楽駅 - 横浜駅間も2つの地下駅を含む地下区間である。
- 東急電鉄田園都市線中央林間駅付近は、1つの地下駅を含む地下区間。
- 東急電鉄池上線の荏原中延駅付近および長原駅付近は、途中にそれぞれ1つの地下駅を含む地下区間。
- 東急電鉄大井町線の大岡山駅付近は、途中に1つの地下駅を含む地下区間。
- 東急電鉄東急多摩川線の多摩川駅付近は、1つの地下駅を含む地下区間。
- 東急電鉄東急新横浜線は、終点の日吉駅を除く全線が2つの地下駅を含む地下区間。
- 東京モノレールは整備場駅 - 羽田空港第2ターミナル駅間の空港敷地内に3つの地下駅を含む地下区間を持つ。このほか天空橋駅付近も途中に1つの地下駅を含む地下区間である。
- 東京臨海高速鉄道りんかい線の国際展示場駅 - 大井町駅間は、5つの地下駅を含む地下区間。
- 京浜急行電鉄空港線は穴守稲荷駅 - 羽田空港第1・第2ターミナル駅間の空港敷地内に3つの地下駅を含む地下区間を持つ。このほか大鳥居駅付近も途中に1つの地下駅を含む地下区間である。
- 京浜急行電鉄大師線の大師橋駅付近は、途中に1つの地下駅を含む地下区間。
- 横浜高速鉄道みなとみらい線は、全線が6つの地下駅を含む地下区間。なお、日本地下鉄協会は横浜高速鉄道を日本の地下鉄事業者の一つとしている[8]。
- 相模鉄道相鉄新横浜線は、起点の西谷駅を除く全線が2つの地下駅を含む地下区間。
- 相模鉄道本線の大和駅付近は、途中に1つの地下駅を含む地下区間。
- 相模鉄道いずみ野線の湘南台駅付近は、1つの地下駅を含む地下区間。
- 長野電鉄長野線の長野駅 - 善光寺下駅間は、市街地道路下に4つの地下駅を持つ地下区間がある。
- 北陸鉄道浅野川線の北鉄金沢駅 - 七ツ屋駅間は地下化されており、1つの地下駅を含む地下区間。
- 愛知高速交通東部丘陵線の藤が丘駅 - はなみずき通駅間は、1つの地下駅を含む地下区間。
- 名古屋鉄道名古屋本線の名鉄名古屋駅付近は、途中に1つの地下駅を含む地下区間。
- 名古屋鉄道瀬戸線の栄町駅 - 清水駅間は、2つの地下駅を含む地下区間。
- 名古屋鉄道小牧線の小牧駅付近は、途中に1つの地下駅を含む地下区間。
- 近畿日本鉄道名古屋線の近鉄名古屋駅付近は、1つの地下駅を含む地下区間。
- 阪急電鉄京都本線の京都河原町駅 - 西京極駅間は4つの地下駅を含む地下区間。
- 京阪電気鉄道鴨東線は、全線が3つの地下駅を含む地下区間。
- 京阪電気鉄道京阪本線の三条駅 - 東福寺駅間は4つの地下駅を含む地下区間で、京橋駅 - 淀屋橋駅間も3つの地下駅を含む地下区間である。
- JR西日本梅田貨物線（おおさか東線）[注釈 21]の大阪駅付近は地下化されており、1つの地下駅を含む地下区間。
- JR西日本関西本線（大和路線）のJR難波駅付近は、1つの地下駅を含む地下区間。
- 近畿日本鉄道難波線・大阪線の大阪難波駅 - 鶴橋駅間は、3つの地下駅を含む地下区間。
- 阪神電気鉄道本線の大阪梅田駅 - 野田駅間は2つの地下駅を含む地下区間で、岩屋駅 - 元町駅間も3つの地下駅を含む地下区間である。
- 山陽電気鉄道本線の西代駅 - 東須磨駅間は、2つの地下駅を含む地下区間。
- 神戸電鉄有馬線の湊川駅付近は、1つの地下駅を含む地下区間。
- 近畿日本鉄道奈良線の近鉄奈良駅付近に1つの地下駅を含む約1kmの地下区間がある。

日本の大手私鉄のうち、地下線や地下駅を持たないのは南海電気鉄道と西日本鉄道（西鉄）の2社のみで、両社は地下鉄などに直通運転するための車両も持たない（ただし南海電気鉄道は建設中のなにわ筋線に乗り入れ予定）。また、東武鉄道には自社管理の地下駅がない（押上駅が東武鉄道の唯一の地下駅だが、管理は東京地下鉄が行っている）。

### 地下鉄直通の接続駅
以下は（狭義の）地下鉄路線との接続駅付近の地下区間で、地下鉄側の事業者により接続駅の駅業務を担っている場合である。ここまでの一覧に取り上げられていない区間を挙げる。
- 東武鉄道伊勢崎線の押上駅付近（押上駅は東京メトロ管理）。
- 京阪電気鉄道京津線の御陵駅付近（御陵駅は京都市交通局管理）。
- 阪急電鉄千里線の天神橋筋六丁目駅付近（天神橋筋六丁目駅はOsaka Metro管理）。

## 構造

### 地下鉄駅
日本の地下鉄駅の災害などに備えての対策は、世界的に見ても非常に盛んである。その背景には交通営団時代の地下鉄サリン事件が関係している。
東京では墨田区・江東区・江戸川区などの海抜がマイナスのいわゆるゼロメートル地帯を走行する、東京メトロ東西線・都営地下鉄新宿線などに、防水扉が設けられている。
東海豪雨のときは名古屋市営地下鉄名城線の平安通駅が冠水したため、名城線市役所駅（現：名古屋城駅） - 砂田橋駅間（当時は砂田橋行）で代行バス運転を行った。そのほかにも、名古屋市営地下鉄鶴舞線の一部駅や名古屋市営地下鉄名港線名古屋港駅では防水扉を設置している。
また、著しく利用客の多い駅では、島式のホームを方向別に千鳥状に分けることによって、利用者の混雑を抑えるところや（例:名古屋市営地下鉄東山線名古屋駅）、新規にホームを新設して方面別に分離する（例:東京メトロ銀座線新橋駅）といった対策がとられている。
照明については、現在のように周囲が普通に見えるような明るさ（照度）になったのは戦後の蛍光灯の普及以降のことで、戦前や戦時中などの白熱電球しかなかった時代には現在の地下鉄駅よりかなり暗く、夜の街灯程度の明るさしかなかった。

### 集電方式

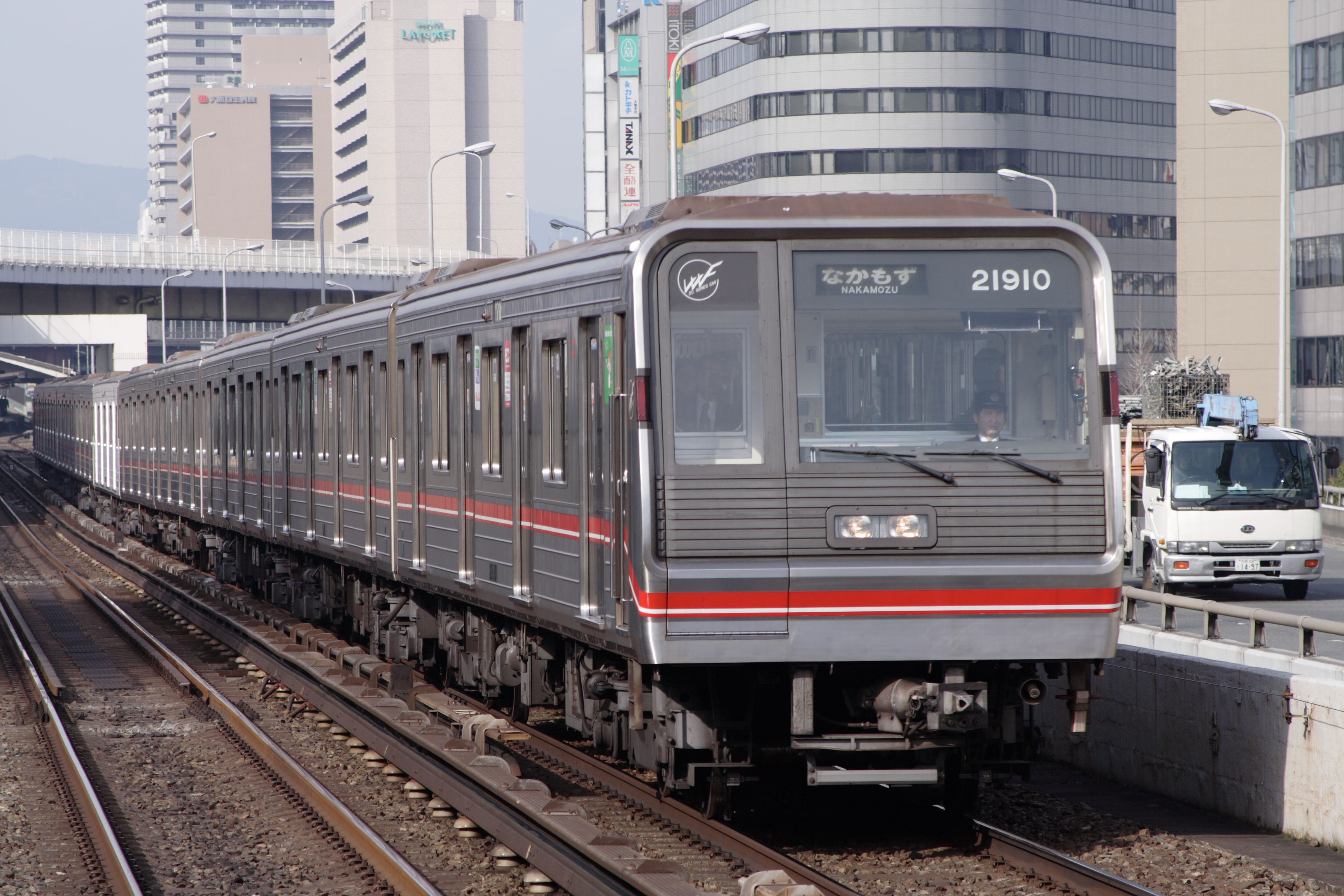
Osaka Metro御堂筋線

世界的に地下鉄では主流とされる第三軌条方式（サードレール方式）は、日本では札幌市営地下鉄の南北線・東京メトロの銀座線と丸ノ内線・横浜市営地下鉄のブルーライン・名古屋市営地下鉄の東山線・名城線・名港線・Osaka Metroの御堂筋線・谷町線・四つ橋線・中央線・千日前線で採用されており、これ以外の路線は剛体架線またはカテナリ吊架式による架線集電方式を採用している。
これは日本では郊外路線との相互直通運転を前提として建設される路線が多いため、既存路線と規格を合わせる必要があることによる。逆にOsaka Metroの御堂筋線と相互直通をする北大阪急行電鉄、中央線と相互直通する近鉄けいはんな線は新規に第三軌条方式で建設された郊外路線である。

### 車両
車両は古い路線（特に他社との乗り入れを前提に作られた路線）では、地上の鉄道と同様の大型の車両を用いるのが一般的であったが、2000年代以降ではミニ地下鉄が用いられることが増えた。

#### ミニ地下鉄
ミニ地下鉄とは、一般的な地下鉄のように大量人員輸送を担うシステムと、モノレールやバスのような少量人員輸送を担うシステムの中間部分を担うために研究・開発された中量軌道輸送システムの一種であり、日本独自の地下鉄システムである。
小断面トンネル・小型車体を採用する地下鉄のうち、リニアモーターカーを用いる場合は「リニアメトロ」「リニア地下鉄」などと呼ばれる。日本ではこの場合、浮上せずに、リニアモーターの動力を車輪に伝えてレール上を走行する「鉄輪式リニアモーターカー」となっている。地下鉄の路線は大きく曲がる箇所が多く、また、100km/h以下で走行するため、リニアモーターを浮上と駆動の双方に用いる磁気浮上式鉄道（リニア中央新幹線ほか）のような、線形が直線的で時速数百キロメートルの高速走行を目的とする路線とは建設思想が異なる。
一般の地下鉄や鉄道はその重い車両を駆動するためのモーターに相当の重量があるが、「リニア地下鉄」は車両に重いモーターを搭載しなくてよくなったことで車重が軽くなり、結果、高い性能を得ることができ、登坂が 80‰ まで可能とされる。実際の路線で許可される最急勾配は 60‰ まで とは言え、一般の地下鉄や鉄道で計画される 35‰ を大きく上回ることが出来る。例えば、最新の仙台市地下鉄東西線では、八木山動物公園駅がかなり高い場所にある地下鉄駅（標高136.4m）となっており、途中の青葉山を上るトンネル区間には最急勾配57‰がある。また、約50m (R50) の急曲線でも走行可能とされる。実際の路線では最小曲線半径がおおむね100m (R100) となっているとは言え、一般の地下鉄や鉄道で許可される 160m (R160) と比べて急曲線にも対応できるという特徴も持つ。
日本では1962年（昭和37年）より、鉄道にリニアモーターを使用する研究が始まった。当時、全国に国鉄操車場（ヤード）が約50箇所あったが、ヤードの仕分線において人力で貨車を移動させるライダー要員の省力化を目指し、1967年（昭和42年）には自動的に定位置に移動するリニアモーター駆動方式の仕分線内貨車加減速装置「L2形貨車突放装置」が開発され、さらに「L4形貨車加減速装置」を搭載した貨車「L4カー」が各地のヤードで活躍した。
2度のオイルショックを経て日本の地下鉄建設費は、狂乱物価とよばれたインフレーションもあって50-80億円/km（1975年頃）から約200億円/km（1980年頃）に上昇し、さらに300-400億円/km（1980年代末）になろうとしていたため費用対効果が悪化した。しかし、ラッシュ時に定員を超えて満員電車に乗車させる押し屋が登場するほど都市交通需要は増加しており、またモータリゼーションによる交通戦争や大気汚染など都市問題解決に地下鉄は必要な交通手段だった。そのため1976年（昭和51年）に小断面地下鉄にリニアモーター搭載電車を走行させる構想が提言され、1980年代に日本鉄道技術協会→日本地下鉄協会によって実用化に向けた本格的な取り組みがなされ、1990年（平成2年）開業の大阪市営地下鉄鶴見緑地線（現・長堀鶴見緑地線）で初めて実用化された。
| 名称                            | 路線           | 開業   | 車両              | 全高 (mm) | 全幅 (mm) | 編成定員                  | 最急 勾配 | 最小 曲線 |
| ------------------------------- | -------------- | ------ | ----------------- | --------- | --------- | ------------------------- | --------- | --------- |
| 仙台市地下鉄                    | 東西線         | 2015年 | 2000系            | 3,145     | 2,494     | 388人（4両）              | 57 ‰      | R 105     |
| 都営地下鉄                      | 大江戸線       | 1991年 | 12-000形 12-600形 | 3,145     | 2,498     | 780人（8両）              | 55 ‰      | R 100     |
| 横浜市営地下鉄                  | グリーンライン | 2008年 | 10000形           | 3,105     | 2,490     | 380人（4両） 584人（6両） | 58 ‰      |           |
| 大阪市営地下鉄（現Osaka Metro） | 長堀鶴見緑地線 | 1990年 | 70系              | 3,120     | 2,490     | 380人（4両）              | 50 ‰      | R 102     |
| 大阪市営地下鉄（現Osaka Metro） | 長堀鶴見緑地線 | 1990年 | 80系30番台        | 3,120     | 2,496     | 377人（4両）              | 50 ‰      | R 102     |
| 大阪市営地下鉄（現Osaka Metro） | 今里筋線       | 2006年 | 80系              | 3,120     | 2,496     | 377人（4両）              | 50 ‰      | R 083     |
| 神戸市営地下鉄                  | 海岸線         | 2001年 | 5000形            | 3,120     | 2,490     | 362人（4両）              | 50 ‰      | R 100     |
| 福岡市地下鉄                    | 七隈線         | 2005年 | 3000系            | 3,145     | 2,490     | 378人（4両）              | 40 ‰      | R 100     |
| （参考）JR （車両限界）         | 新幹線         |        |                   | 4,500     | 3,400     |                           |           |           |
| （参考）JR （車両限界）         | 在来線         |        |                   | 4,100     | 3,000     |                           |           |           |
| （参考）東京メトロ              | 有楽町線       |        | 7000系            | 4,145     | 2,800     |                           |           |           |
| （参考）東京メトロ              | 銀座線         |        | 1000系            | 3,465     | 2,550     |                           |           |           |
| （参考）名古屋市営地下鉄        | 東山線         |        | N1000形           | 3,440     | 2,500     |                           |           |           |
| （参考）京都市営地下鉄          | 東西線         |        | 50系              | 3,375     | 2,489     |                           |           |           |
| （参考）ロンドン地下鉄          | ノーザン線     |        | 1995形            | 2,875     | 2,629     |                           |           |           |
| （参考）広州地下鉄              | 4号線          |        | SFM03形           | 3,625     | 2,890     |                           |           |           |

従来の地下鉄に比べてリニア地下鉄は消費電力がやや大きくなる。原因としてリニア誘導モータ特有の損失と、一次側とリアクションプレートとの隙間が多いことが挙げられる。単位重量あたり単位距離あたりの消費電力で比較すると、惰性で走行できる距離（惰行区間）が長いほど消費電力が少なくなるため、駅間距離が長く曲線が緩やかな普通鉄道と比べて従来型地下鉄およびリニア地下鉄は多くなるが、駅間距離が短く、信号停止が多く、急な曲線が多く、さまざまな機材を載せなくてはいけない路面電車と比べると少なくなっている。
| 種類           | 単位重量あたり 単位距離あたり の消費電力 | 最急勾配 | 最小曲線 | 備考                                          |
| -------------- | ---------------------------------------- | -------- | -------- | --------------------------------------------- |
| 普通鉄道       | 19.2 Wh/t・km                            | 35 ‰     | R 160    |                                               |
| 地下鉄         | 32.6 Wh/t・km                            | 35 ‰     | R 160    |                                               |
| リニア地下鉄   | 35.1 Wh/t・km                            | 60 ‰     | R 100    |                                               |
| 新交通システム | 63.9 Wh/t・km                            | 60 ‰     | R 100    | 道路付属物                                    |
| 路面電車       | 69.3 Wh/t・km                            | 40 ‰     | R 011    | 併用軌道内は 編成長40m以下 最高速度40km/h以下 |
| LRT            | 42.9 Wh/t・km                            | 40 ‰     | R 011    | 併用軌道内は 編成長40m以下 最高速度40km/h以下 |

### 地下鉄の地上区間
都心から外れた郊外の区間や河川を跨ぐ前後などを中心にして、広範囲に地上や掘割、高架を走っている場合がある。中には高速道路と一体構造で建設されている路線もある。
- 札幌市営地下鉄南北線は、平岸駅 - 真駒内駅間に4つの地上駅を含む地上区間を持つ（4.6 km[18]）。
- 仙台市地下鉄南北線は、八乙女駅 - 黒松駅間に2つの地上駅を含む地上区間、終点の富沢駅付近に1つの地上駅を含む地上区間を持つ（合計3.3 km[18]）。
- 仙台市地下鉄東西線は、八木山動物公園駅 - 青葉山駅間および国際センター駅 - 大町西公園駅間に地上区間を持つ（合計0.6 km[18]）。路線全体で地上駅を持たないが駅間のみで地上に出るのは、狭義の地下鉄路線では日本唯一の事例。
- 都営地下鉄三田線は、志村坂上駅 - 西高島平駅間に6つの地上駅を含む地上区間を持つ（5.1 km[18]）。
- 都営地下鉄新宿線は、東大島駅 - 船堀駅間に2つの地上駅を含む地上区間を持つ（2.5 km[18]）。
- 東京メトロ銀座線は、終点の渋谷駅付近に1つの地上駅を含む地上区間を持つ（0.2 km[18]）。地形の都合上、他の鉄道より高い位置に駅を構える形となっている。
- 東京メトロ丸ノ内線は、茗荷谷駅 - 本郷三丁目駅間に1つの地上駅を含む地上区間、四ツ谷駅付近に1つの地上駅を含む地上区間を持つ。また、御茶ノ水駅付近にも地上区間を持つ（合計2.2 km[18]）。特に四ツ谷駅では地下鉄がJR中央線の上を走る光景がみられる。
- 東京メトロ日比谷線は、北千住駅 - 三ノ輪駅間に2つの地上駅を含む地上区間を持つ（後述の中目黒駅付近を含め、合計2.9 km[18]）。
- 東京メトロ東西線は、南砂町駅 - 西船橋駅間に8つの地上駅を含む地上区間を持つ（後述の中野駅付近を含め、合計13.8 km[18]）。
- 東京メトロ千代田線の綾瀬駅 - 北綾瀬駅間は2つの地上駅を含む地上区間を持つ（2.1 km[18]）。
- 東京メトロ有楽町線は、終点の新木場駅付近に1つの地上駅を含む地上区間を持つ（後述の和光市駅付近を含め、合計2.3 km[18]）。
- 横浜市営地下鉄ブルーラインは、上永谷駅付近に1つの地上駅を含む地上区間、北新横浜駅 - あざみ野駅間に4つの地上駅を含む地上区間を持つ。このほか、湘南台駅 - 立場駅間にも地上区間を持つ（合計7.7 km[18]）。
- 横浜市営地下鉄グリーンラインは、センター南駅 - センター北駅付近に2つの地上駅を含む地上区間を持つ（2.4 km[18]）。
- 名古屋市営地下鉄東山線は、一社駅 - 藤が丘駅間に3つの地上駅を含む地上区間を持つ（2.6 km[18]）。
- Osaka Metro御堂筋線は、江坂駅 - 西中島南方駅間に4つの地上駅を含む地上区間を持つ（5.4 km[18]）。
- Osaka Metro谷町線は、終点の八尾南駅付近に1つの地上駅を含む地上区間を持つ（1.2 km[18]）。
- Osaka Metro中央線は、大阪港駅 - 九条駅間に4つの地上駅を含む地上区間を持つ（8.3 km[18]）。開業当初は全線が高架で、地下区間が全く存在しなかった。
- Osaka Metro南港ポートタウン線は、起点のコスモスクエア駅を除く全線が地上区間である（7.9 km[18]）。
- 神戸市営地下鉄西神・山手線は、妙法寺駅付近に1つの地上駅を含む地上区間、名谷駅 - 西神中央駅間に6つの地上駅を含む地上区間を持つ（合計7.2 km[33]）。
- 神戸市営地下鉄北神線は、終点の谷上駅付近に1つの地上駅を含む地上区間を持つ（0.2 km[18][33]）。
- 福岡市地下鉄箱崎線は、終点の貝塚駅付近に1つの地上駅を含む地上区間を持つ（0.4 km[18]）。

#### 直通路線の接続駅
以下は（狭義の地下鉄以外の）鉄道路線との接続駅付近の地上区間で、直通先の事業者により接続駅の駅業務を担っているか、直通先の事業者から移管された事例である。ここまでの一覧に取り上げられていない区間を挙げる。
- 東京メトロ日比谷線の中目黒駅付近（中目黒駅は東急電鉄管理。2013年まで同駅で東急東横線と直通しており、直通運転終了後も駅構造は大きく変化していない）
- 東京メトロ東西線の中野駅付近（中野駅はJR東日本管理）
- 東京メトロ千代田線の綾瀬駅付近（綾瀬駅は東京メトロ管理だが、直通運転開始までは鉄道省→日本国有鉄道の管理駅だった。後述の代々木上原駅を含め、地上部は合計2.9km[18]）
- 東京メトロ千代田線の代々木上原駅付近（代々木上原駅は小田急電鉄管理）
- 東京メトロ有楽町線の和光市駅付近（和光市駅は東武鉄道管理）
- 名古屋市営地下鉄鶴舞線の上小田井駅付近（上小田井駅は名古屋鉄道管理。地上部は0.5 km[18]）
- 京都市営地下鉄烏丸線の竹田駅付近（竹田駅は京都市交通局管理だが、直通運転開始までは奈良電気鉄道→近畿日本鉄道の管理駅だった。地上部は0.4 km[18]）。
- 福岡市地下鉄空港線の姪浜駅付近（姪浜駅は福岡市交通局管理だが、直通運転開始までは北九州鉄道→日本国有鉄道の管理駅だった。地上部は0.7 km[18]）

## 日本の地下鉄の特徴
日本の法規上では、地下高速鉄道整備事業費補助制度の適用対象路線は、Osaka Metroを除き鉄道事業法に基づいている。
- Osaka Metroは中央線コスモスクエア駅 - 大阪港駅間（当初大阪港トランスポートシステム(OTS)の第一種鉄道事業区間であったテクノポート線を、2005年7月1日にOTSが第三種鉄道事業者、交通局が第二種鉄道事業者となって中央線に編入した区間）を除いて軌道法に基づき、法律上は軌道である。
- また、地下高速鉄道整備事業費補助制度の適用対象以外の路線・区間を含めれば、広島高速交通も鉄道事業法に基づく区間（本通駅 - 県庁前駅間）と、軌道法に基づく区間（県庁前駅 - 広域公園前駅間）が混在している。

### 東京都心
東京都心については、JR山手線内は基本的に私鉄の路線は乗り入れておらず、JR中央線と縦横無尽に張り巡らされた地下鉄が都内中心部の鉄道交通の役割を担っている。
- 民間会社の東京地下鉄道による浅草駅 - 上野駅間（現在の東京メトロ銀座線）は日本初の本格的地下鉄路線であり、なおかつ東洋初の地下鉄として知られる。
- 他の日本の都市と異なり、東京地下鉄（東京メトロ）と東京都交通局（都営地下鉄）の2つの事業者が存在しており、料金体系などは未だに一元化されていない。東京メトロの方が路線数・駅数・利用者数ともに都営地下鉄より多く、銀座線・丸ノ内線・東西線といった都内中心部を走り、利用者数の多い路線を多く持つ。
- 地下鉄利用者数日本一は東西線で、都心部と城東地域・千葉県葛南地域を結ぶ大動脈となっている。
- 銀座線のバイパス路線である半蔵門線は駅間距離を広げて速達性を持たせている。また、都営新宿線の急行（昼間のみ運行）、都営浅草線のエアポート快特、副都心線の急行・通勤急行は都心区間の駅を通過する。一方、東西線の快速・通勤快速は都心部では各駅に停車する。
- 13路線ある地下鉄路線のうち特殊な規格の銀座線、丸ノ内線、大江戸線以外は全て私鉄やJRの郊外路線と直通運転を行なっており、直通運転が盛んに行われている。路線の両端で相互直通運転が行われる例も多く、とりわけ副都心線は東京メトロを含めて6社が乗り入れる。
- 地下鉄はすべて皇居の下を避けるように周囲に迂回して建設されている（ただし、江戸城の堀の下を通る路線は複数存在する）。皇居の下を通しても途中駅の造りようがないのに対し、皇居を迂回して周りに広がっている各拠点を通った方が、多くの人が乗って収益が見込める点もある。その上、皇居は天皇の住まいであるという観点から、警備上の問題などもあり、皇居の地下に地下鉄を通すことを今まで認められたことはない。

### 大阪都心
大阪では、大阪城跡が現在の業務中心地からややはずれた一角にあることと、地下鉄路線網が格子型のペーターゼン式で網の目にむらがないため、皇居のような問題はほとんどない。各路線は大阪環状線（同記事も参照）の内側では、ほぼ南北の筋と東西の通りに沿って建設され、かつて存在した市営モンロー主義の名残もあり、御堂筋線を中心として市内交通の主力になっている。東京とは異なり、JRの大阪環状線は御堂筋線などの地下鉄路線を補完する存在となっている。ただし、私鉄やJRとの相互乗り入れが活発でなく、私鉄やJRの駅から地下鉄の駅に到着するまでの乗り換え回数が多くなる傾向がある。
日本の地下鉄で最も利益を上げている御堂筋線（かつては地下鉄利用者数日本一だった）の梅田駅の乗降客数は、日本の地下鉄の単一路線の駅としては第1位である（2007年11月13日の梅田駅での乗降客数は460,859人となっている）。

### 名古屋都心
名古屋では大阪同様、都心部においては碁盤の目状に張り巡らされた大通りの地下に沿って建設された。路線同士の交差部では必ず駅が設けられている。市内最大の繁華街である栄やターミナル駅である名古屋駅を結び、最初に建設された東山線が主力路線となっている。
名古屋市営地下鉄では6路線のうち初期に開業した3路線（東山線・名城線・名港線）が第三軌条、比較的新しい3路線（鶴舞線・桜通線・上飯田線）が 名古屋鉄道等への直通運転を考慮した架空電車線方式を採用しており、うち2路線（鶴舞線・上飯田線）は名古屋鉄道と直通運転を行っている。

## 日本の地下鉄における優等列車

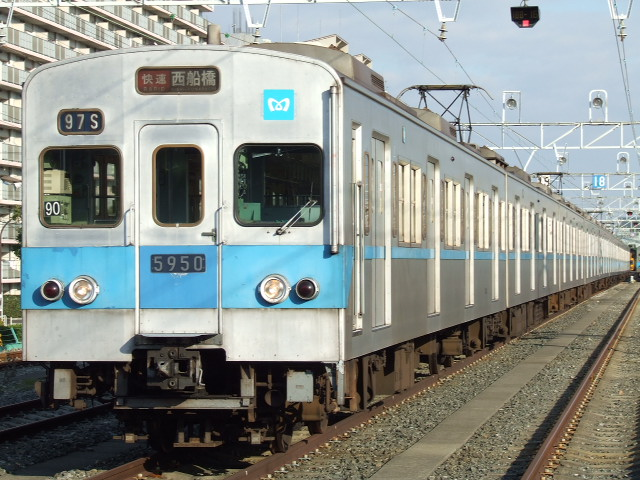
日本の地下鉄で初めて快速運転を実施した東西線

基本的に、日本の地下鉄では次の理由などから、各駅停車のみの運転を行っている路線や、東京メトロ半蔵門線など他社線内では優等種別として運転していても地下鉄線内では各駅に止まる場合が多い。
- 道路の下に沿っているうえ、既存の地下鉄や地下街の間を網の目を縫うように掘られるため、結果多くの区間でアップダウンやカーブが激しくなり、高速運転に不向き。
- 地下鉄は建設費が莫大でさらに近隣の地下の使用状況を考えると、優等列車の待避設備などを設けるだけの予算や場所の捻出が困難。
- 地下鉄は基本的にその都市の中心部に建設されるため多くの駅で利用者が多く、こまめに停車した方が多くの収益が見込める。また、多くの駅で乗り換え路線が何線かあり旅客の流動性が激しいことから、優等種別の停車駅設定が困難かつ優等種別の存在意義が薄い。

日本で初めて優等列車を導入したのは東京メトロ東西線の快速列車である。ただし地下区間での通過運転は南砂町駅だけであり、緩急運転を行う大半の区間は地上区間である。
日本の地下鉄において、ニューヨーク市地下鉄のように緩急分離運転の可能な複々線で敷設された路線はなく、緩急接続・待避が可能な地下駅も限られているため、優等列車の設定のある路線でも地下区間での追い越しを行わない路線も多い。地下区間で待避を行うのは、東急新玉川線（現・田園都市線）急行の桜新町駅での事例が最初（ただし上記定義の (2) には相当しない区間である）。一般に地下鉄と呼ばれる区間では都営地下鉄新宿線岩本町駅・大島駅・瑞江駅、東京メトロ副都心線東新宿駅も同様の構造を持つ。
このほか特殊な事例として、東京メトロ千代田線から小田急小田原線経由小田急箱根鉄道線直通による、狭義の地下鉄では初となる有料の特急列車の運行（小田急ロマンスカー#他社からの乗り入れを参照）、東京メトロ日比谷線から東急東横線経由みなとみらい線直通による「みなとみらい号」（多客期のみ・運行終了）。一方、日本の地下鉄では唯一特別料金不要の Osaka Metro堺筋線から阪急京都本線経由嵐山線直通による臨時特急（阪急京都本線#嵐山線直通臨時列車を参照）の事例がある。いずれも、地下鉄区間から観光地への利便性を図ったものであり、他路線における緩急分離運転とは目的が異なる。

### 日本の地下鉄における優等列車一覧
定期列車、かつ地下鉄線内で通過駅を伴う優等種別として案内されている場合について記す。各系統の詳細については当該路線記事を参照のこと。
| 運行路線                   | 種別             | 速達運転区間                    | 直通運転 | 備考 |
| -------------------------- | ---------------- | ------------------------------- | --- | --- |
| 東京メトロ東西線           | 快速 東葉快速    | 東陽町駅 - 西船橋駅間           | JR中央・総武線（各駅停車） 東葉高速線                                                                          | 日本初の地下鉄優等列車。1969年運行開始。 東葉快速は1999年運行開始、2014年廃止。 葛西駅、妙典駅、原木中山駅にて緩急待避を実施（通勤快速も同様）。 |
| 東京メトロ東西線           | 通勤快速         | 浦安駅 - 西船橋駅間             | JR中央・総武線（各駅停車） 東葉高速線                                                                          | 1996年までは快速（通称「C快速」）として運行。 |
| 東京メトロ副都心線         | 急行             | 和光市駅 - 渋谷駅間（全線）     | 東武東上線 西武有楽町線・池袋線 東急東横線・東急新横浜線 みなとみらい線 相鉄新横浜線・相鉄本線・相鉄いずみ野線 | 和光市駅 - 小竹向原駅間では有楽町線の各駅停車も利用可能。 相鉄本線直通は急行が休日下り、通勤急行が平日下りのみの運転。 いずみ野線直通は平日下りのみ通勤急行が運転。 直通先では種別が変更される列車もある。 ただし直通先と種別を固定したFライナーの運行がある（副都心線内は急行設定）。 小竹向原駅・東新宿駅・渋谷駅で緩急待避を実施。 |
| 東京メトロ副都心線         | 通勤急行         | 小竹向原駅 - 渋谷駅間           | 東武東上線 西武有楽町線・池袋線 東急東横線・東急新横浜線 みなとみらい線 相鉄新横浜線・相鉄本線・相鉄いずみ野線 | 和光市駅 - 小竹向原駅間では有楽町線の各駅停車も利用可能。 相鉄本線直通は急行が休日下り、通勤急行が平日下りのみの運転。 いずみ野線直通は平日下りのみ通勤急行が運転。 直通先では種別が変更される列車もある。 ただし直通先と種別を固定したFライナーの運行がある（副都心線内は急行設定）。 小竹向原駅・東新宿駅・渋谷駅で緩急待避を実施。 |
| 東京メトロ副都心線         | S-TRAIN          | 小竹向原駅 - 渋谷駅間           | 西武有楽町線・池袋線・秩父線 東急東横線 みなとみらい線                                                         | 有料座席指定列車。 土休日運行。渋谷駅・東新宿駅で緩急待避を実施。 |
| 東京メトロ有楽町線         | S-TRAIN          | 小竹向原駅 - 豊洲駅間           | 西武有楽町線・池袋線                                                                                           | 有料座席指定列車。 平日朝と夜運行。有楽町線線内での緩急待避なし。 |
| 東京メトロ日比谷線         | THライナー       | 北千住駅 - 霞ケ関駅間           | 東武スカイツリーライン・伊勢崎線                                                                               | 有料座席指定列車。 朝と夕・夜間に運行。上り、霞ケ関駅 - 恵比寿駅間は各駅に停車。 下りは全てのTHライナーが霞ケ関駅始発。 日比谷線からの東武線内各駅停車にならない唯一の種別。 日比谷線内での緩急待避なし。 |
| 東京メトロ千代田線         | 特急ロマンスカー | 北千住駅 - 代々木上原駅間       | 小田急小田原線・江ノ島線 小田急箱根鉄道線                                                                      | 日本の地下鉄では史上初となる有料の指定席特急。全列車北千住駅発着。 小田急箱根鉄道線方面は、「メトロはこね」 「メトロさがみ」「メトロホームウェイ」「メトロモーニングウェイ」 江ノ島線直通は「メトロえのしま」の愛称で運転。 「メトロえのしま」は土休日に限り運行。主に朝方と夕・夜間に運行。 「メトロえのしま」は全列車、前6両が「メトロはこね」、 後ろ4両が「メトロえのしま」となり、併結運転を行っている。 多摩線直通は平日に限り運行。2016年廃止。 千代田線内での緩急待避なし。 |
| 都営地下鉄新宿線           | 急行             | 新宿駅 - 本八幡駅間（全線）     | 京王新線・京王線・相模原線                                                                                     | 高尾線直通は2022年、土休日運行の動物園線直通は2021年廃止。 岩本町駅・大島駅・瑞江駅で緩急待避を実施。 |
| 都営地下鉄浅草線           | エアポート快特   | 泉岳寺駅 - 押上駅間             | 京急本線・空港線 京成押上線・本線・成田空港線・東成田線 芝山鉄道線                                             | 東成田線及び芝山鉄道線直通は平日のみ運行。 西馬込駅 - 泉岳寺駅間は運行なし。 押上駅で緩急待避を実施。 |
| 横浜市営地下鉄ブルーライン | 快速             | 戸塚駅 - 新羽駅間               | なし | 新羽駅・上永谷駅で緩急待避を実施。 |
| 神戸市営地下鉄西神・山手線 | 快速             | 新神戸駅 - 西神中央駅間（全線） | なし（当時）                                                                                                   | 1993年運行開始。名谷駅で緩急待避を実施。 1995年、阪神・淡路大震災を機に廃止。 |
| 東京メトロ有楽町線         | 準急             | 和光市駅 - 池袋駅間             | 東武東上線 西武有楽町線・池袋線                                                                                | 2008年6月14日運行開始。有楽町線内での緩急待避はなし。 2010年廃止。 |

## 日本の地下鉄の経営状況
地下鉄は建設費が高額なため、新しく建設された路線は建設費の償却負担が重く、赤字経営となっているのが多い。それに対して、都市経営の観点から一等地を通る優良路線から建設された側面もあり、古い路線ほど利用客の多いルートを通っている上、インフレの進む前のコストが安い時期に建設されて償却費負担が軽いため、銀座線・丸ノ内線・御堂筋線・東山線などの歴史ある路線は全て黒字経営である。そのため、こうした古くから営業している償却負担が少なくて利用者の多い優良路線を多数抱え、新線建設が比較的少ない東京地下鉄は黒字経営となっている。
日本の公営地下鉄は、地方自治体経営における交通部門の施策の一つとして、鉄道単体の収支以外に地下鉄建設による環境負荷軽減効果、渋滞緩和効果、地価上昇効果、税の増収効果、住民の便益向上効果などを、総合的に判断して経営されている。
民鉄やJRの経営状況を鉄道事業以外の小売事業やカード事業など母体会社の連結対象となる事業を含めた決算資料で判断しなければ、適正な経営状況を把握できないのと同様、地方自治体の地下鉄事業による総合的な収支の把握は、その連結対象となる経済効果の経済価値を含めて判断しなければならない。
しかし、現状では、地下鉄事業によって波及して発生している経済効果を把握していく適切かつ統一した会計基準がないばかりか、地下鉄事業本体の会計に至っても適切かつ統一した会計基準がない状況である。
例を挙げれば、減価償却費を各自治体が、どのように計上していくかによって決算の数字が大きくブレる可能性がある。また札幌市営地下鉄や福岡市地下鉄のように赤字分を市一般会計から補填するかたちで総額のうえで黒字計上としている場合もある。
以下に示すのは、各社局によって公表されている「地下鉄決算」の断片を拾ったデータだが、通常、よく目にする損益計算書とは意味が大きく異なる資料であることを認識して取り扱わなければ地下鉄事業の意義を見誤ることになる。
▲は赤字を示す。
| 名称             | 会計年度  | 純損益          | 累積欠損金       | 出典   |
| ---------------- | --------- | --------------- | ---------------- | ------ |
| 札幌市営地下鉄   | 令和4年度 | 約57億5542万円  | 約2026億0287万円 | [ 36 ] |
| 仙台市地下鉄     | 令和4年度 | ▲約16億2895万円 | 約973億8718万円  | [ 37 ] |
| 都営地下鉄       | 令和5年度 | 約180億7000万円 | 約1971億7500万円 | [ 38 ] |
| 横浜市営地下鉄   | 令和5年度 | 約41億6200万円  | 約1402億3000万円 | [ 39 ] |
| 名古屋市営地下鉄 | 令和5年度 | 約110億0000万円 | 約1970億0000万円 | [ 40 ] |
| 京都市営地下鉄   | 令和5年度 | 約23億7800万円  | 約3102億4400万円 | [ 41 ] |
| 神戸市営地下鉄   | 令和5年度 | 約15億0000万円  | 約 854億0607万円 | [ 42 ] |
| 福岡市地下鉄     | 令和4年度 | 約37億 857万円  | 約1088億9098万円 | [ 43 ] |

| 事業者名           | 会計年度  | 純損益          | 利益剰余金合計   | 出典   |
| ------------------ | --------- | --------------- | ---------------- | ------ |
| 東京地下鉄         | 令和4年度 | 約277億7100万円 | 約5099億7800万円 | [ 44 ] |
| 埼玉高速鉄道       | 令和4年度 | 約18億8500万円  | 約220億1522万円  | [ 45 ] |
| 横浜高速鉄道       | 令和4年度 | ▲約3億3100万円  | ▲約159億6200万円 | [ 46 ] |
| 大阪市高速電気軌道 | 令和4年度 | 約150億9100万円 | 約668億8600万円  | [ 47 ] |

### 路線別
全国の公営地下鉄（東京地下鉄・大阪市高速電気軌道除く）で黒字の路線は、黒字額が大きい順に示すと以下のようになる。
| 路線名                     | 会計年度   | 純利益          | 出典         |
| -------------------------- | ---------- | --------------- | ------------ |
| 都営地下鉄浅草線           | 平成30年度 | 約143億3500万円 | の14ページ目 |
| 名古屋市営地下鉄東山線     | 平成19年度 | 約119億6000万円 | の36ページ目 |
| 都営地下鉄新宿線           | 平成30年度 | 約113億7800万円 | の14ページ目 |
| 都営地下鉄三田線           | 平成30年度 | 約99億5400万円  | の14ページ目 |
| 横浜市営地下鉄ブルーライン | 平成26年度 | 約65億0200万円  | の9ページ目  |
| 神戸市営地下鉄西神・山手線 | 平成30年度 | 約60億2900万円  | の3ページ目  |
| 札幌市営地下鉄南北線       | 平成30年度 | 約53億2500万円  | [ 50 ]       |
| 札幌市営地下鉄東西線       | 平成30年度 | 約41億1900万円  | [ 50 ]       |
| 仙台市地下鉄南北線         | 平成26年度 | 約33億0962万円  | [ 51 ]       |
| 名古屋市営地下鉄鶴舞線     | 平成19年度 | 約29億5100万円  | の9ページ目  |
| 京都市営地下鉄烏丸線       | 平成20年度 | 約10億3700万円  | の5ページ目  |
| 都営地下鉄大江戸線         | 平成30年度 | 約9億8100万円   | の1ページ目  |
| 札幌市営地下鉄東豊線       | 平成30年度 | 約5億7600万円   | [ 50 ]       |

以上の路線が黒字を示している。また、各路線の黒字額は不明だが、平成18年度の福岡市地下鉄空港線と福岡市地下鉄箱崎線両線の黒字額は合わせて約39億1000万円となっている。
なお札幌市営地下鉄東豊線においては一般会計からの補助金による営業外収入により黒字決算扱いとなってはいるが、実質的には赤字が発生しているものと推察される。
逆に、赤字額が大きい路線を順に示すと以下のようになる。
| 路線名                 | 会計年度   | 純損失          | 出典        |
| ---------------------- | ---------- | --------------- | ----------- |
| 京都市営地下鉄東西線   | 平成20年度 | 約154億5300万円 | の5ページ目 |
| 名古屋市営地下鉄桜通線 | 平成19年度 | 約129億1000万円 | の9ページ目 |
| 福岡市地下鉄七隈線     | 平成18年度 | 約62億0000万円  | [ 53 ]      |
| 神戸市営地下鉄海岸線   | 平成30年度 | 約37億7200万円  | の3ページ目 |

の順で赤字が大きくなっている（支出には減価償却費も含むので収入に対する営業支出が多い路線を意味するとは限らない。減価償却＝「損失」ではないが、建設された時期の遅い新しい路線ほど減価償却費が多く、損失が大きい傾向にある。代表的な例として大江戸線を例にとると建設費に対する減価償却が損失の大半を占めており、減価償却前のランニングコストだけの段階では黒字経営となっている。）。

## 輸送状況
日本全国の公営地下鉄と東京地下鉄・大阪市高速電気軌道の各路線の1日平均輸送人員を、下記に表す。路線別の平均輸送人員には乗り継ぎ分を含む。2012年度（平成24年度）、2016年度（平成28年度）2019年度（平成30年度）2022年度（令和4年度）の数値（日本地下鉄協会ホームページより）。
| 事業者名       | 路線名             | 一日平均輸送人員 （2012年度/千人） | 一日平均輸送人員 （2016年度/千人） | 一日平均輸送人員 （2019年度/千人） | 一日平均輸送人員 （2022年度/千人） |
| -------------- | ------------------ | ---------------------------------- | ---------------------------------- | ---------------------------------- | ---------------------------------- |
| 札幌市交通局   | 全線               | 570                                | 620                                | 631                                | 552                                |
| 札幌市交通局   | 南北線             | 224                                | 234                                | 237                                | 201                                |
| 札幌市交通局   | 東西線             | 211                                | 234                                | 242                                | 221                                |
| 札幌市交通局   | 東豊線             | 136                                | 152                                | 153                                | 131                                |
| 仙台市交通局   | 全線               | 161                                | 229                                | 249                                | 227                                |
| 仙台市交通局   | 南北線             | 161                                | 187                                | 195                                | 174                                |
| 仙台市交通局   | 東西線             |                                    | 62                                 | 77                                 | 75                                 |
| 東京メトロ     | 全線               | 8,391                              | 7,239                              | 7,579                              | 5,950                              |
| 東京メトロ     | 銀座線             | 1,039                              | 1,109                              | 1,149                              | 822                                |
| 東京メトロ     | 丸ノ内線           | 1,136                              | 1,316                              | 1,377                              | 1,104                              |
| 東京メトロ     | 日比谷線           | 1,082                              | 1,181                              | 1,236                              | 974                                |
| 東京メトロ     | 東西線             | 1,322                              | 1,430                              | 1,467                              | 1,158                              |
| 東京メトロ     | 千代田線           | 1,126                              | 1,241                              | 1,310                              | 1,038                              |
| 東京メトロ     | 有楽町線           | 959                                | 1,103                              | 1,160                              | 932                                |
| 東京メトロ     | 半蔵門線           | 897                                | 1,027                              | 1,077                              | 849                                |
| 東京メトロ     | 南北線             | 464                                | 537                                | 579                                | 448                                |
| 東京メトロ     | 副都心線           | 366                                | 553                                | 590                                | 487                                |
| 東京都交通局   | 全線               | 2,699                              | 2,688                              | 2,821                              | 2,242                              |
| 東京都交通局   | 浅草線             | 635                                | 719                                | 765                                | 600                                |
| 東京都交通局   | 三田線             | 573                                | 638                                | 673                                | 548                                |
| 東京都交通局   | 新宿線             | 665                                | 746                                | 792                                | 648                                |
| 東京都交通局   | 大江戸線           | 826                                | 934                                | 977                                | 750                                |
| 横浜市交通局   | 全線               | 616                                | 646                                | 670                                | 582                                |
| 横浜市交通局   | ブルーライン       | 499                                | 531                                | 548                                | 438                                |
| 横浜市交通局   | グリーンライン     | 117                                | 140                                | 148                                | 116                                |
| 名古屋市交通局 | 全線               | 1,664                              | 1,295                              | 1,336                              | 1,148                              |
| 名古屋市交通局 | 東山線             | 556                                | 597                                | 603                                | 518                                |
| 名古屋市交通局 | 名城・名港線       | 567                                | 614                                | 634                                | 535                                |
| 名古屋市交通局 | 鶴舞線             | 265                                | 291                                | 298                                | 260                                |
| 名古屋市交通局 | 桜通線             | 249                                | 276                                | 290                                | 250                                |
| 名古屋市交通局 | 上飯田線           | 27                                 | 32                                 | 34                                 | 30                                 |
| 京都市交通局   | 全線               | 339                                | 379                                | 397                                | 348                                |
| 京都市交通局   | 烏丸線             | 216                                | 241                                | 251                                | 246                                |
| 京都市交通局   | 東西線             | 123                                | 138                                | 146                                | 150                                |
| Osaka Metro    | 全線               | 2,900                              | 2,457                              | 2,520                              | 2,216                              |
| Osaka Metro    | 御堂筋線           | 1,109                              | 1,157                              | 1,205                              | 1,062                              |
| Osaka Metro    | 谷町線             | 483                                | 517                                | 528                                | 463                                |
| Osaka Metro    | 四つ橋線           | 248                                | 259                                | 271                                | 228                                |
| Osaka Metro    | 中央線             | 293                                | 313                                | 327                                | 290                                |
| Osaka Metro    | 千日前線           | 178                                | 194                                | 197                                | 174                                |
| Osaka Metro    | 堺筋線             | 305                                | 331                                | 352                                | 288                                |
| Osaka Metro    | 長堀鶴見緑地線     | 151                                | 168                                | 176                                | 161                                |
| Osaka Metro    | 今里筋線           | 61                                 | 66                                 | 68                                 | 63                                 |
| 神戸市交通局   | 全線               | 304                                | 307                                | 313                                | 285                                |
| 神戸市交通局   | 北神・山手・西神線 | 261                                | 262                                | 263                                | 270                                |
| 神戸市交通局   | 海岸線             | 43                                 | 45                                 | 50                                 | 45                                 |
| 福岡市交通局   | 全線               | 376                                | 439                                | 470                                | 399                                |
| 福岡市交通局   | 空港線             | 295                                | 344                                | 366                                | 307                                |
| 福岡市交通局   | 箱崎線             | 29                                 | 34                                 | 36                                 | 32                                 |
| 福岡市交通局   | 七隈線             | 68                                 | 82                                 | 91                                 | 80                                 |